# Wielka Brytania na Letnich Igrzyskach Olimpijskich 2016
Wielką Brytanię na Letnich Igrzyskach Olimpijskich 2016 reprezentowało 360 zawodników: 201 mężczyzn i 159 kobiet. Był to dwudziesty ósmy start reprezentacji Wielkiej Brytanii na letnich igrzyskach olimpijskich.

## Zdobyte medale
| Medal  | Zawodnik | Dyscyplina          | Konkurencja                                 | Rezultat                                                                           | Data        |
| ------ | --- | ------------------- | ------------------------------------------- | ---------------------------------------------------------------------------------- | ----------- |
| Złoto  | Adam Peaty | Pływanie            | 100 m stylem klasycznym mężczyzn            | 57,13                                                                              | 7 sierpnia  |
| Złoto  | Joseph Clarke | Kajakarstwo         | K-1 mężczyzn                                | 88,53 pkt                                                                          | 10 sierpnia |
| Złoto  | Jack Laugher Chris Mears | Skoki do wody       | Trampolina 3 m synchronicznie mężczyźni     | 454,32                                                                             | 10 sierpnia |
| Złoto  | Philip Hindes Jason Kenny Callum Skinner | Kolarstwo torowe    | sprint drużynowy                            | W finale pokonali reprezentantów Nowej Zelandii.                                   | 11 sierpnia |
| Złoto  | Helen Glover Heather Stanning | Wioślarstwo         | dwójka bez sternika kobiet                  | 7:18,29                                                                            | 12 sierpnia |
| Złoto  | Alex Gregory Mohamed Sbihi Constantine Louloudis George Nash | Wioślarstwo         | czwórka bez sternika mężczyzn               | 5:58,61                                                                            | 12 sierpnia |
| Złoto  | Edward Clancy Steven Burke Owain Doull Bradley Wiggins | Kolarstwo torowe    | wyścig drużynowy na dochodzenie mężczyzn    | 3:50,26                                                                            | 12 sierpnia |
| Złoto  | Matthew Langridge Phelan Hill Andrew Triggs Hodge Peter Reed William Satch Tom Ransley Matt Gotrel Scott Durant Paul Bennett | Wioślarstwo         | ósemka mężczyzn                             | 5:29,63                                                                            | 13 sierpnia |
| Złoto  | Joanna Rowsell Laura Trott Katie Archibald Elinor Barker | Kolarstwo torowe    | wyścig drużynowy na dochodzenie kobiet      | 4:10,23                                                                            | 13 sierpnia |
| Złoto  | Mohamed Farah | Lekkoatletyka       | bieg na 10 000 m mężczyzn                   | 27:05,17                                                                           | 13 sierpnia |
| Złoto  | Max Whitlock | Gimnastyka          | ćwiczenia wolne mężczyzn                    | 15,633 pkt                                                                         | 14 sierpnia |
| Złoto  | Justin Rose | Golf                | turniej mężczyzn                            |                                                                                    | 14 sierpnia |
| Złoto  | Max Whitlock | Gimnastyka          | ćwiczenia na koniu z łękami                 | 15,966 pkt                                                                         | 14 sierpnia |
| Złoto  | Jason Kenny | Kolarstwo torowe    | sprint mężczyzn                             | W finale pokonał swojego rodaka Calluma Skinnera                                   | 14 sierpnia |
| Złoto  | Andy Murray | Tenis ziemny        | gra pojedyncza mężczyzn                     | W finale pokonał Argentyńczyka Juana Martína del Potro 3:1 (7:5,4:6,6:2,7:5)       | 14 sierpnia |
| Złoto  | Charlotte Dujardin | Jeździectwo         | Ujeżdżenie indywidualnie                    | 93,857 pkt                                                                         | 15 sierpnia |
| Złoto  | Giles Scott | Żeglarstwo          | klasa Finn                                  | 36 pkt                                                                             | 16 sierpnia |
| Złoto  | Laura Trott | Kolarstwo torowe    | omnium kobiet                               | 230 pkt                                                                            | 16 sierpnia |
| Złoto  | Jason Kenny | Kolarstwo torowe    | Keirin mężczyzn                             |                                                                                    | 16 sierpnia |
| Złoto  | Alistair Brownlee | Triathlon           | mężczyźni                                   | 1:45:01                                                                            | 18 sierpnia |
| Złoto  | Hannah Mills Saskia Clark | Żeglarstwo          | klasa 470 kobiet                            | 44 pkt                                                                             | 18 sierpnia |
| Złoto  | Jade Jones | Taekwondo           | waga do 57 kg kobiet                        | W finale pokonała reprezentantkę Hiszpanii Eva Calvo Gómez 16:7.                   | 18 sierpnia |
| Złoto  | Nick Skelton | Jeździectwo         | skoki indywidualnie                         | 0 pkt karnych                                                                      | 19 sierpnia |
| Złoto  | Maddie Hinch Laura Unsworth Crista Cullen Hannah Macleod Georgie Twigg Helen Richardson-Walsh Susannah Townsend Kate Richardson-Walsh Sam Quek Alex Danson Giselle Ansley Sophie Bray Hollie Webb Shona McCallin Lily Owsley Nicola White | Hokej na trawie     | turniej kobiet                              | W finale pokonały reprezentację Holandii po rzutach karnych.                       | 19 sierpnia |
| Złoto  | Liam Heath | Kajakarstwo         | K-1 200 m mężczyzn                          | 35,197                                                                             | 20 sierpnia |
| Złoto  | Nicola Adams | Boks                | waga musza kobiet                           | W finale pokonała reprezentantkę Francji Sarah Ourahmoune.                         | 20 sierpnia |
| Złoto  | Mohamed Farah | Lekkoatletyka       | bieg na 5000 m mężczyzn                     | 13:03,30                                                                           | 20 sierpnia |
| Srebro | Jazmin Carlin | Pływanie            | 400 m stylem dowolnym kobiet                | 4:01,23                                                                            | 7 sierpnia  |
| Srebro | Siobhan-Marie O’Connor | Pływanie            | 200 m stylem zmiennym kobiet                | 2:06,08                                                                            | 9 sierpnia  |
| Srebro | Stephen Milne Duncan Scott Daniel Wallace James Guy Robbie Renwick | Pływanie            | sztafeta 4 × 200 m stylem dowolnym mężczyzn | 7:03,13                                                                            | 9 sierpnia  |
| Srebro | Katherine Grainger Victoria Thornley | Wioślarstwo         | dwójka podwójna kobiet                      | 7:41,05                                                                            | 11 sierpnia |
| Srebro | David Florence Richard Hounslow | Kajakarstwo górskie | C-2 mężczyzn                                | 102,01 pkt                                                                         | 11 sierpnia |
| Srebro | Mark Bennett Dan Bibby Phil Burgess Sam Cross James Davies Alex Davis Ollie Lindsay Hague Tom Mitchell Dan Norton James Rodwell Mark Robertson Marcus Watson                                                                              | Rugby               | turniej mężczyzn                            | W finale ulegli reprezentacji Fidżi 7:43.                                          | 11 sierpnia |
| Srebro | Spencer Wilton Fiona Bigwood Carl Hester Charlotte Dujardin | Jeździectwo         | Ujeżdżenie drużynowo                        | 77,937 pkt                                                                         | 12 sierpnia |
| Srebro | Bryon Page | Gimnastyka          | skoki na trampolinie kobiet                 | 56,040 pkt                                                                         | 12 sierpnia |
| Srebro | Jazmin Carlin | Pływanie            | 800 m stylem dowolnym kobiet                | 8:16,17                                                                            | 12 sierpnia |
| Srebro | Zoe De Toledo Frances Houghton Polly Swann Zoe Lee Jessica Eddie Katie Solesbury Greves Melanie Wilson Karen Bennett Olivia Carnegie-Brown                                                                                                | Wioślarstwo         | ósemka kobiet                               | 6:03,98                                                                            | 13 sierpnia |
| Srebro | Rebecca James | Kolarstwo torowe    | keirin kobiet                               |                                                                                    | 13 sierpnia |
| Srebro | Chris Walker-Hebborn Adam Peaty James Guy Duncan Scott | Pływanie            | Sztafeta 4 × 100 m stylem zmiennym mężczyzn | 3:29,24                                                                            | 13 sierpnia |
| Srebro | Jessica Ennis-Hill | Lekkoatletyka       | siedmiobój kobiet                           | 6775 pkt                                                                           | 13 sierpnia |
| Srebro | Nick Dempsey | Żeglarstwo          | windsurfing klasa RS:X mężczyzn             | 52 pkt                                                                             | 14 sierpnia |
| Srebro | Louis Smith | Gimnastyka          | ćwiczenia na koniu z łękami                 | 15,833 pkt                                                                         | 14 sierpnia |
| Srebro | Callum Skinner | Kolarstwo torowe    | sprint mężczyzn                             | W finale uległ rodakowi Jason Kenny.                                               | 14 sierpnia |
| Srebro | Mark Cavendish | Kolarstwo torowe    | omnium mężczyzn                             | 194 pkt                                                                            | 15 sierpnia |
| Srebro | Rebecca James | Kolarstwo torowe    | sprint kobiet                               | W finale uległa reprezentantce Niemiec Kristina Vogel                              | 16 sierpnia |
| Srebro | Jack Laugher | Skoki do wody       | Trampolina 3 m indywidualnie mężczyźni      | 523,85 pkt                                                                         | 16 sierpnia |
| Srebro | Liam Heath Jon Schofield | Kajakarstwo         | K-2 200 m mężczyzn                          | 32,368 s                                                                           | 18 sierpnia |
| Srebro | Jonathan Brownlee | Triathlon           | mężczyźni                                   | 1:45:07                                                                            | 18 sierpnia |
| Srebro | Lutalo Muhammad | Taekwondo           | waga do 80 kg mężczyzn                      | W finale uległ reprezentantowi Wybrzeża Kości Słoniowej Cheick Sallah Cissé 6:8.   | 19 sierpnia |
| Srebro | Joe Joyce | Boks                | waga superciężka mężczyzn                   | W finale uległ reprezentantowi Francji Tony Yoka.                                  | 21 sierpnia |
| Brąz   | Edward Ling | Strzelectwo         | trap mężczyzn                               |                                                                                    | 8 sierpnia  |
| Brąz   | Tom Daley Daniel Goodfellow | Skoki do wody       | Wieża 10 m synchronicznie mężczyźni         | 444,45 pkt                                                                         | 8 sierpnia  |
| Brąz   | Chris Froome | Kolarstwo           | jazda indywidualna na czas mężczyzn         | 1:13:17                                                                            | 10 sierpnia |
| Brąz   | Steven Scott | Strzelectwo         | trap podwójny mężczyzn                      |                                                                                    | 10 sierpnia |
| Brąz   | Sally Conway | Judo                | waga do 70 kg kobiet                        | W pojedynku o brązowy medal pokonała reprezentantkę Austrii Bernadette Graf.       | 10 sierpnia |
| Brąz   | Max Whitlock | Gimnastyka          | wielobój mężczyzn indywidualnie             | 90,641 pkt                                                                         | 10 sierpnia |
| Brąz   | Greg Rutherford | Lekkoatletyka       | skok w dal mężczyzn                         | 8,29 m                                                                             | 13 sierpnia |
| Brąz   | Sophie Hitchon | Lekkoatletyka       | rzut młotem kobiet                          | 74,54 m                                                                            | 15 sierpnia |
| Brąz   | Amy Tinkler | Gimnastyka          | ćwiczenia wolne kobiet                      | 14,933 pkt                                                                         | 16 sierpnia |
| Brąz   | Nile Wilson | Gimnastyka          | ćwiczenia na drążku mężczyzn                | 15,466 pkt                                                                         | 16 sierpnia |
| Brąz   | Katy Marchant | Kolarstwo torowe    | sprint kobiet                               | W finale pokonała reprezentantkę Holandii Elis Ligtlee                             | 16 sierpnia |
| Brąz   | Joshua Buatsi | Boks                | waga półciężka mężczyzn                     | W półfinale uległ reprezentantowi Kazachstanowi Ädylbek Nijazymbetow.              | 16 sierpnia |
| Brąz   | Marcus Ellis Chris Langridge | Badminton           | gra podwójna mężczyzn                       | W pojedynku o brązowy medal pokonali reprezentantów Chin Chai Biao / Hong Wei 2:1. | 18 sierpnia |
| Brąz   | Asha Philip Desiree Henry Dina Asher-Smith Daryll Neita | Lekkoatletyka       | sztafeta 4 × 100 m kobiet                   | 41,77 s                                                                            | 19 sierpnia |
| Brąz   | Vicky Holland | Triathlon           | kobiety                                     | 1:57:01                                                                            | 20 sierpnia |
| Brąz   | Bianca Walkden | Taekwondo           | waga powyżej 67 kg kobiet                   | W pojedynku o brązowy medal pokonała reprezentantkę Maroko Wiam Dislam 7:1.        | 20 sierpnia |
| Brąz   | Eilidh Doyle Anyika Onuora Emily Diamond Christine Ohuruogu Kelly Massey | Lekkoatletyka       | sztafeta 4 × 400 m kobiet                   | 3:25,88                                                                            | 20 sierpnia |

## Skład kadry

### Badminton
| Zawodnik                      | Konkurencja        | Faza grupowa                         | Faza grupowa                               | Faza grupowa                             | Pozycja | 1/8                                | Ćwierćfinały                     | Półfinały                   | Finał                               | Finał   | Źródło |
| Zawodnik                      | Konkurencja        | Przeciwnik Wynik                     | Przeciwnik Wynik                           | Przeciwnik Wynik                         | Pozycja | Przeciwnik Wynik                   | Przeciwnik Wynik                 | Przeciwnik Wynik            | Przeciwnik Wynik                    | Pozycja | Źródło |
| ----------------------------- | ------------------ | ------------------------------------ | ------------------------------------------ | ---------------------------------------- | ------- | ---------------------------------- | -------------------------------- | --------------------------- | ----------------------------------- | ------- | ------ |
| Rajiv Ouseph                  | gra pojedyncza (m) | Koukal 2:0 (21-14, 21-18)            | Sasaki 2:0 (21-15, 21-9)                   | N/A                                      | 1.      | Sugiarto 2:1 (21-13, 14-24, 21-16) | Axelsen 0:2 (12-21, 16-21)       | NQ                          | NQ                                  | 5.      | [ 3 ]  |
| Marcus Ellis Chris Langridge  | gra podwójna (m)   | Boe Mogensen 1:2 (9-21, 21-9, 16-21) | Kim 2:1 (17-21, 25-23, 21-18)              | Cwalina Wacha 2:0 (21-18, 21-16)         | 2.      | N/A                                | Endo Hayakawa 2:0 (21-19, 21-17) | Fu Zhang 0:2 (14-21, 18-21) | Chai Hong 2:1 (21-18, 19-21, 21-10) | brąz    | [ 4 ]  |
| Kirsty Gilmour                | gra pojedyncza (k) | Jaquet 2:0(21-17, 21-15)             | Zecziri 1:2(21-12, 17-21, 16-21)           | N/A                                      | 2.      | NQ                                 | NQ                               | NQ                          | NQ                                  | 14.     | [ 5 ]  |
| Heather Olver Lauren Smith    | gra podwójna (k)   | Hoo Woon 0:2 (17-21, 22-24)          | Maheswari Polii 0:2 (10-21, 13-21)         | Poom Tse 2:1 (21-17 18-21, 21-16)        | 3.      | N/A                                | NQ                               | NQ                          | NQ                                  | 9.      | [ 6 ]  |
| Chris Adcock Gabrielle Adcock | mikst              | Xu Ma 1:2 (21-13, 20-22, 15-21)      | Nielsen Pedersen 2:1 (21-19, 22-24, 21-17) | Mateusiak Zięba 1:2 (21-18, 25-27, 9-21) | 3.      | N/A                                | NQ                               | NQ                          | NQ                                  | 9.      | [ 7 ]  |

### Boks
| Zawodnik        | Konkurencja | 1/16              | 1/8              | Ćwierćfinał      | Półfinał           | Finał            | Finał   | Źródło |
| Zawodnik        | Konkurencja | Przeciwnik Wynik  | Przeciwnik Wynik | Przeciwnik Wynik | Przeciwnik Wynik   | Przeciwnik Wynik | Miejsce | Źródło |
| --------------- | ----------- | ----------------- | ---------------- | ---------------- | ------------------ | ---------------- | ------- | ------ |
| Galal Yafai     | 49 kg       | Fotsala W 3-0     | Argilagos P 1-2  | NQ               | NQ                 | NQ               | 9.      | [ 8 ]  |
| Muhammad Ali    | 52 kg       | BYE               | Finol P 0-3      | NQ               | NQ                 | NQ               | 9.      | [ 9 ]  |
| Qais Ashfaq     | 56 kg       | Butdee P 0-3      | NQ               | NQ               | NQ                 | NQ               | 11.     | [ 10 ] |
| Joseph Cordina  | 60 kg       | Suarez W 2-1      | Tojibayev P 0-2  | NQ               | NQ                 | NQ               | 9.      | [ 11 ] |
| Pat McCormack   | 64 kg       | Żusupow W 2-1     | Toledo P 1-2     | NQ               | NQ                 | NQ               | 9.      | [ 12 ] |
| Josh Kelly      | 69 kg       | Mohamed W 3-0     | Jeleusinow P 0-3 | NQ               | NQ                 | NQ               | 9.      | [ 13 ] |
| Antony Fowler   | 75 kg       | Alimchanuły P 0-3 | NQ               | NQ               | NQ                 | NQ               | 16.     | [ 14 ] |
| Joshua Buatsi   | 81 kg       | Katende W TKO     | Rasulov W KO     | Benchabla W 3-0  | Nijazymbetow P 0-3 | NQ               | brąz    | [ 15 ] |
| Lawrence Okolie | 91 kg       | Jakubowski W 3-0  | Savón P 0-3      | NQ               | NQ                 | NQ               | 9.      | [ 16 ] |
| Joe Joyce       | +91 kg      | BYE               | Morais W TKO     | Jalolov W 3-0    | Dyczko W 3-0       | Yoka P 1-2       | srebro  | [ 17 ] |

Kobiety
| Zawodnik          | Konkurencja  | 1/8              | Ćwierćfinał      | Półfinał         | Finał            | Finał   | Źródło |
| Zawodnik          | Konkurencja  | Przeciwnik Wynik | Przeciwnik Wynik | Przeciwnik Wynik | Przeciwnik Wynik | Miejsce | Źródło |
| ----------------- | ------------ | ---------------- | ---------------- | ---------------- | ---------------- | ------- | ------ |
| Nicola Adams      | waga musza   | BYE              | Kob W 3-0        | Ren W 3-0        | Ourahmoune W 3-0 | złoto   | [ 18 ] |
| Savannah Marshall | waga średnia | Nash W 3-0       | Fontijn P 0-2    | NQ               | NQ               | 5.      | [ 19 ] |

### Gimnastyka
Mężczyźni
| Zawodnik        | Konkurencja        | Kwalifikacje | Kwalifikacje | Kwalifikacje | Kwalifikacje | Kwalifikacje | Kwalifikacje | Kwalifikacje | Kwalifikacje | Finał    | Finał    | Finał    | Finał    | Finał    | Finał    | Finał   | Finał   | Źródło |
| Zawodnik        | Konkurencja        | Przyrząd     | Przyrząd     | Przyrząd     | Przyrząd     | Przyrząd     | Przyrząd     | Razem        | Pozycja      | Przyrząd | Przyrząd | Przyrząd | Przyrząd | Przyrząd | Przyrząd | Razem   | Pozycja | Źródło |
| Zawodnik        | Konkurencja        | F            | PH           | R            | V            | PB           | HB           | Razem        | Pozycja      | F        | PH       | R        | V        | PB       | HB       | Razem   | Pozycja | Źródło |
| --------------- | ------------------ | ------------ | ------------ | ------------ | ------------ | ------------ | ------------ | ------------ | ------------ | -------- | -------- | -------- | -------- | -------- | -------- | ------- | ------- | ------ |
| Brinn Bevan     | wielobój drużynowy | 14,233       | 14,733       | 14,333       | 14,133       | 14,966       | 14,366       | 86,764       | 17.          | N/A      | 14,866   | 14,466   | 15,033   | 14,933   | N/A      | N/A     | N/A     | [ 20 ] |
| Nile Wilson     | wielobój drużynowy | 15,066       | 14,133       | 14,941       | 14,700       | 14,900       | 15,500       | 59,240       | 5.           | 14,666   | N/A      | 15,100   | N/A      | 15,133   | 15,666   | N/A     | N/A     | [ 21 ] |
| Louis Smith     | wielobój drużynowy | N/A          | 15,700       | N/A          | N/A          | N/A          | N/A          | 15,700       | 83.          | N/A      | 14,766   | N/A      | N/A      | N/A      | N/A      | N/A     | N/A     | [ 22 ] |
| Kristian Thomas | wielobój drużynowy | 15,233       | N/A          | 14,166       | 14,233       | N/A          | 14,900       | 58,532       | 58.          | 15,033   | N/A      | N/A      | 15,400   | N/A      | 14,833   | N/A     | N/A     | [ 23 ] |
| Max Whitlock    | wielobój drużynowy | 15,500       | 15,800       | 14,600       | 13,700       | 15,066       | 13,566       | 88,232       | 12.          | 15,400   | 15,991   | 14,500   | 14,966   | 14,500   | 14,500   | N/A     | N/A     | [ 24 ] |
| Razem           | wielobój drużynowy | 45,799       | 46,223       | 43,874       | 43,066       | 44,932       | 44,766       | 268,670      | 5.           | 45,099   | 45,623   | 44,066   | 45,399   | 44,566   | 44,999   | 269,752 | 4.      | [ 25 ] |

| Zawodnik        | Konkurencja                 | Kwalifikacje | Kwalifikacje | Kwalifikacje | Kwalifikacje | Kwalifikacje | Kwalifikacje | Kwalifikacje | Kwalifikacje | Finał    | Finał    | Finał    | Finał    | Finał    | Finał    | Finał  | Finał   | Źródło        |
| Zawodnik        | Konkurencja                 | Przyrząd     | Przyrząd     | Przyrząd     | Przyrząd     | Przyrząd     | Przyrząd     | Razem        | Pozycja      | Przyrząd | Przyrząd | Przyrząd | Przyrząd | Przyrząd | Przyrząd | Razem  | Pozycja | Źródło        |
| Zawodnik        | Konkurencja                 | F            | PH           | R            | V            | PB           | HB           | Razem        | Pozycja      | F        | PH       | R        | V        | PB       | HB       | Razem  | Pozycja | Źródło        |
| --------------- | --------------------------- | ------------ | ------------ | ------------ | ------------ | ------------ | ------------ | ------------ | ------------ | -------- | -------- | -------- | -------- | -------- | -------- | ------ | ------- | ------------- |
| Brinn Bevan     | wielobój indywidualnie      | 14,233       | 14,733       | 14,333       | 14,133       | 14,966       | 14,366       | 86,764       | 17.          | NQ       | NQ       | NQ       | NQ       | NQ       | NQ       | NQ     | NQ      | [ 20 ] [ 26 ] |
| Nile Wilson     | wielobój indywidualnie      | 15,066       | 14,133       | 14,941       | 14,700       | 14,900       | 15,500       | 89,240       | 5.           | 14,900   | 14,066   | 14,933   | 15,000   | 15,700   | 14,966   | 89,565 | 8.      | [ 21 ]        |
| Max Whitlock    | wielobój indywidualnie      | 15,500       | 15,800       | 14,600       | 13,700       | 15,066       | 13,566       | 88,232       | 12.          | 15,200   | 15,875   | 14,733   | 15,133   | 15,00    | 14,700   | 90,641 | brąz    | [ 24 ]        |
| Kristian Thomas | ćwiczenia wolne             | 15,233       | N/A          | N/A          | N/A          | N/A          | N/A          | 15,233       | 7.           | 15,058   | N/A      | N/A      | N/A      | N/A      | N/A      | 15,058 | 7.      | [ 23 ]        |
| Max Whitlock    | ćwiczenia wolne             | 15,500       | N/A          | N/A          | N/A          | N/A          | N/A          | 15,500       | 4.           | 15,633   | N/A      | N/A      | N/A      | N/A      | N/A      | 15,633 | złoto   | [ 24 ]        |
| Nile Wilson     | ćwiczenia na drążku         | N/A          | N/A          | N/A          | N/A          | N/A          | 15,500       | 15,500       | 2.           | N/A      | N/A      | N/A      | N/A      | N/A      | 15,466   | 15,466 | brąz    | [ 21 ]        |
| Louis Smith     | ćwiczenia na koniu z łękami | N/A          | 15,700       | N/A          | N/A          | N/A          | N/A          | 15,700       | 2.           | N/A      | 15,833   | N/A      | N/A      | N/A      | N/A      | 15,833 | srebro  | [ 22 ]        |
| Max Whitlock    | ćwiczenia na koniu z łękami | N/A          | 15,800       | N/A          | N/A          | N/A          | N/A          | 15,800       | 1.           | N/A      | 15,966   | N/A      | N/A      | N/A      | N/A      | 15,966 | złoto   | [ 24 ]        |

Kobiety
| Zawodniczka       | Konkurencja        | Kwalifikacje | Kwalifikacje | Kwalifikacje | Kwalifikacje | Kwalifikacje | Kwalifikacje | Finał    | Finał    | Finał    | Finał    | Finał   | Finał   | Źródło |
| Zawodniczka       | Konkurencja        | Przyrząd     | Przyrząd     | Przyrząd     | Przyrząd     | Razem        | Pozycja      | Przyrząd | Przyrząd | Przyrząd | Przyrząd | Razem   | Pozycja | Źródło |
| Zawodniczka       | Konkurencja        | V            | UB           | BB           | F            | Razem        | Pozycja      | V        | UB       | BB       | F        | Razem   | Pozycja | Źródło |
| ----------------- | ------------------ | ------------ | ------------ | ------------ | ------------ | ------------ | ------------ | -------- | -------- | -------- | -------- | ------- | ------- | ------ |
| Ellie Downie      | wielobój drużynowy | 14,683       | 14,633       | 14,500       | 12,500       | 56,466       | 24.          | 15,133   | 14,633   | 13,66    | 14,133   | N/A     | N/A     | [ 27 ] |
| Claudia Fragapane | wielobój drużynowy | 14,766       | 12,533       | 13,400       | 14,333       | 55,032       | 30.          | 14,700   | N/A      | 14,433   | 14,166   | N/A     | N/A     | [ 28 ] |
| Amy Tinkler       | wielobój drużynowy | 14,833       | N/A          | 14,500       | 14,600       | 43,933       | 61.          | 14,933   | N/A      | N/A      | 14,466   | N/A     | N/A     | [ 29 ] |
| Ruby Harrold      | wielobój drużynowy | 14,600       | 14,800       | N/A          | 13,633       | 43,033       | 65.          | N/A      | 14,833   | N/A      | N/A      | N/A     | N/A     | [ 30 ] |
| Becky Downie      | wielobój drużynowy | N/A          | 15,233       | 13,300       | N/A          | 28,533       | 81.          | N/A      | 15,400   | 14,166   | N/A      | N/A     | N/A     | [ 31 ] |
| Razem             | wielobój drużynowy | 44,432       | 44,666       | 42,400       | 42,566       | 174,064      | 4.           | 44,766   | 44,866   | 41,965   | 42,765   | 174,362 | 5.      | [ 25 ] |

| Zawodniczka       | Konkurencja            | Kwalifikacje | Kwalifikacje | Kwalifikacje | Kwalifikacje | Kwalifikacje | Kwalifikacje | Finał     | Finał     | Finał     | Finał     | Finał  | Finał   | Źródło |
| Zawodniczka       | Konkurencja            | Przyrządy    | Przyrządy    | Przyrządy    | Przyrządy    | Razem        | Pozycja      | Przyrządy | Przyrządy | Przyrządy | Przyrządy | Razem  | Pozycja | Źródło |
| Zawodniczka       | Konkurencja            | V            | UB           | BB           | F            | Razem        | Pozycja      | V         | UB        | BB        | F         | Razem  | Pozycja | Źródło |
| ----------------- | ---------------------- | ------------ | ------------ | ------------ | ------------ | ------------ | ------------ | --------- | --------- | --------- | --------- | ------ | ------- | ------ |
| Ellie Downie      | wielobój indywidualnie | 14,683       | 14,633       | 14,500       | 12,500       | 56,466       | 24.          | 15,100    | 13,783    | 13,700    | 14,300    | 56,883 | 13.     | [ 27 ] |
| Claudia Fragapane | wielobój indywidualnie | 14,766       | 12,533       | 13,400       | 14,333       | 55,032       | 30.          | NQ        | NQ        | NQ        | NQ        | NQ     | NQ      | [ 28 ] |
| Amy Tinkler       | ćwiczenia wolne        | N/A          | N/A          | N/A          | 14,600       | 14,600       | 7.           | N/A       | N/A       | N/A       | 14,933    | 14,933 | brąz    | [ 29 ] |

#### Skoki na trampolinie
| Zawodnik      | Konkurencja | Eliminacje        | Eliminacje    | Eliminacje | Eliminacje | Eliminacje | Finał    | Finał     | Finał  | Finał  | Finał   | Finał   | Źródło |
| Zawodnik      | Konkurencja | Układ obowiązkowy | Układ dowolny | Kara       | Razem      | Pozycja    | Trudność | Wykonanie | Lot    | Kara   | Łącznie | Pozycja | Źródło |
| Zawodnik      | Konkurencja | Punkty            | Punkty        | Punkty     | Punkty     | Pozycja    | Punkty   | Punkty    | Punkty | Punkty | Punkty  | Pozycja | Źródło |
| ------------- | ----------- | ----------------- | ------------- | ---------- | ---------- | ---------- | -------- | --------- | ------ | ------ | ------- | ------- | ------ |
| Nathan Bailey | mężczyźni   | 47,795            | 59,000        |            | 106,795    | 9.         | NQ       | NQ        | NQ     | NQ     | NQ      | NQ      | [ 32 ] |
| Kat Driscoll  | kobiety     | 46,950            | 53,345        |            | 100,295    | 5.         | 14,400   | 23,400    | 15,845 |        | 53,645  | 6.      | [ 33 ] |
| Bryony Page   | kobiety     | 47,550            | 52,525        |            | 100,075    | 7.         | 14,400   | 25,500    | 16,140 |        | 56,040  | srebro  | [ 33 ] |

### Golf
| Zawodnik         | Konkurencja | Runda 1 | Runda 2 | Runda 3 | Runda 4 | Łącznie | Łącznie | Łącznie | Źródło |
| Zawodnik         | Konkurencja | Wynik   | Wynik   | Wynik   | Wynik   | Wynik   | Par     | Pozycja | Źródło |
| ---------------- | ----------- | ------- | ------- | ------- | ------- | ------- | ------- | ------- | ------ |
| Justin Rose      | Mężczyźni   | 67      | 69      | 65      | 67      | 268     | −16     | złoto   | [ 34 ] |
| Danny Willett    | Mężczyźni   | 71      | 70      | 69      | 74      | 284     | 0       | 37.     | [ 34 ] |
| Charley Hull     | kobiety     | 68      | 66      | 74      | 68      | 276     | −8      | 7.      | [ 34 ] |
| Catriona Matthew | kobiety     | 71      | 66      | 77      | 70      | 284     | 0       | 29.     | [ 34 ] |

### Hokej na trawie
Turniej kobiet
- Reprezentacja kobiet

| - Maddie Hinch - Laura Unsworth - Crista Cullen - Hannah Macleod - Georgie Twigg - Helen Richardson-Walsh - Susannah Townsend - Kate Richardson-Walsh |  | - Sam Quek - Alex Danson - Giselle Ansley - Sophie Bray - Hollie Webb - Shona McCallin - Lily Owsley - Nicola White |

| Drużyna         | Konkurencja | Faza grupowa     | Faza grupowa     | Faza grupowa     | Faza grupowa     | Faza grupowa          | Faza grupowa | Ćwierćfinały     | Półfinały         | Finał                          | Pozycja | Źródło |
| Drużyna         | Konkurencja | Przeciwnik Wynik | Przeciwnik Wynik | Przeciwnik Wynik | Przeciwnik Wynik | Przeciwnik Wynik      | Pozycja      | Przeciwnik Wynik | Przeciwnik Wynik  | Przeciwnik Wynik               | Pozycja | Źródło |
| --------------- | ----------- | ---------------- | ---------------- | ---------------- | ---------------- | --------------------- | ------------ | ---------------- | ----------------- | ------------------------------ | ------- | ------ |
| Wielka Brytania | kobiety     | Australia 2:1    | Indie 3:0        | Argentyna 3:2    | Japonia 2:0      | Stany Zjednoczone 2:1 | 1.           | Hiszpania 3:1    | Nowa Zelandia 3:0 | Holandia 3:3 2:0 (rzuty karne) | złoto   | [ 35 ] |

Turniej mężczyzn
- Reprezentacja mężczyzn

| - George Pinner - David Ames - Henry Weir - Ashley Jackson - Simon Mantell - Harry Martin - Alastair Brogdon - Iain Lewers - Michael Hoare |  | - Samuel Ward - Mark Gleghorne - Adam Dixon - Barry Middleton - David Condon - Nicholas Catlin - Daniel Fox - Ian Sloan |

| Drużyna         | Konkurencja | Faza grupowa     | Faza grupowa      | Faza grupowa     | Faza grupowa     | Faza grupowa     | Faza grupowa | Ćwierćfinały     | Półfinały        | Finał            | Pozycja | Źródło |
| Drużyna         | Konkurencja | Przeciwnik Wynik | Przeciwnik Wynik  | Przeciwnik Wynik | Przeciwnik Wynik | Przeciwnik Wynik | Pozycja      | Przeciwnik Wynik | Przeciwnik Wynik | Przeciwnik Wynik | Pozycja | Źródło |
| --------------- | ----------- | ---------------- | ----------------- | ---------------- | ---------------- | ---------------- | ------------ | ---------------- | ---------------- | ---------------- | ------- | ------ |
| Wielka Brytania | mężczyźni   | Belgia 1:4       | Nowa Zelandia 2:2 | Brazylia 9:1     | Australia 1:2    | Hiszpania 1:1    | 5.           | NQ               | NQ               | NQ               | 9.      | [ 36 ] |

### Jeździectwo
Ujeżdżenie
| Zawodnik                                                    | Koń                      | Konkurencja   | Grand Prix | Grand Prix | Grand Prix Special | Grand Prix Special | Finał  | Finał  | Źródło |
| Zawodnik                                                    | Koń                      | Konkurencja   | Wynik      | Poz.       | Wynik              | Poz.               | Wynik  | Poz.   | Źródło |
| ----------------------------------------------------------- | ------------------------ | ------------- | ---------- | ---------- | ------------------ | ------------------ | ------ | ------ | ------ |
| Charlotte Dujardin                                          | Ujeżdżenie indywidualnie | Valegro       | 85,071     | 1.         | 82,983             | 2.                 | 93,857 | złoto  | [ 37 ] |
| Carl Hester                                                 | Ujeżdżenie indywidualnie | Nip Tuck      | 75,529     | 15.        | 76,485             | 9.                 | 82,553 | 7.     | [ 37 ] |
| Fiona Bigwood                                               | Ujeżdżenie indywidualnie | Orthilia      | 77,157     | 8.         | 74,342             | 16.                | 76,018 | 17.    | [ 37 ] |
| Spencer Wilton                                              | Ujeżdżenie indywidualnie | Super Nova II | 72,686     | 25.        | 73,613             | 21.                | NQ     | NQ     | [ 37 ] |
| Charlotte Dujardin Carl Hester Fiona Bigwood Spencer Wilton | ujeżdżenie drużynowe     | jak wyżej     | 79,252     | 2.         | 77,937             | 2.                 | 78,595 | srebro | [ 37 ] |

Skoki przez przeszkody
| Zawodnik                                              | Konkurencja         | Koń        | Runda 1 | Runda 1 | Runda 2 | Runda 2 | Runda 2 | Runda 3 | Runda 3 | Runda 3 | Finał   | Finał   | Finał   | Finał   | Finał   | Finał    | Finał    | Finał    | Źródło |
| Zawodnik                                              | Konkurencja         | Koń        | Runda 1 | Runda 1 | Runda 2 | Runda 2 | Runda 2 | Runda 3 | Runda 3 | Runda 3 | Runda A | Runda A | Runda B | Runda B | Runda B | Dogrywka | Dogrywka | Dogrywka | Źródło |
| Zawodnik                                              | Konkurencja         | Koń        | Błędy   | Poz.    | Błędy   | Razem   | Poz.    | Błędy   | Razem   | Poz.    | Błędy   | Poz.    | Błędy   | Razem   | Poz.    | Kary     | Czas (s) | Poz.     | Źródło |
| ----------------------------------------------------- | ------------------- | ---------- | ------- | ------- | ------- | ------- | ------- | ------- | ------- | ------- | ------- | ------- | ------- | ------- | ------- | -------- | -------- | -------- | ------ |
| John Whitaker                                         | Skoki indywidualnie | Omellaia   | 0       | 1.      | 23      | 23      | 57.     | NQ      | NQ      | NQ      | NQ      | NQ      | NQ      | NQ      | NQ      | NQ       | NQ       | NQ       | [ 37 ] |
| Michael Whitaker                                      | Skoki indywidualnie | Cassionato | 4       | 27.     | 5       | 9       | 42.     | DNF     | DNF     | DNF     | DNF     | DNF     | DNF     | DNF     | DNF     | DNF      | DNF      | DNF      | [ 37 ] |
| Nick Skelton                                          | Skoki indywidualnie | Big Star   | 4       | 27.     | 4       | 8       | 30.     | 5       | 13      | 33.     | 0       | 1.      | 0       | 0       | 1.      | 0        | 42,82    | złoto    | [ 37 ] |
| Ben Maher                                             | Skoki indywidualnie | Tic Tac    | 4       | 27.     | 4       | 8       | 30.     | 1       | 9       | 23.     | 4       | 16.     | 13      | 17      | 25.     | N/A      | N/A      | N/A      | [ 37 ] |
| John Whitaker Nick Skelton Ben Maher Michael Whitaker | Skoki drużynowo     | jak wyżej  | N/A     | N/A     | N/A     | N/A     | N/A     | N/A     | N/A     | N/A     | 13      | 12.     | NQ      | NQ      | NQ      | NQ       | NQ       | NQ       | [ 37 ] |

| Zawodnik                                                   | Konkurencja   | Koń            | Ujeżdżenie | Cross country | Skoki (runda kwalifikacyjna) | Razem     | Skoki (runda finałowa) | Finał  | Pozycja | Źródło |
| ---------------------------------------------------------- | ------------- | -------------- | ---------- | ------------- | ---------------------------- | --------- | ---------------------- | ------ | ------- | ------ |
| William Fox-Pitt                                           | indywidualnie | Chilli Morning | 37,00      | 30,40         | 0,00                         | 67,40     | 0,00                   | 67,40  | 12.     | [ 37 ] |
| Pippa Funnell                                              | indywidualnie | Billy the Biz  | 43,90      | 40,40         | 0,00                         | 84,30     | NQ                     | NQ     | 26.     | [ 37 ] |
| Kitty King                                                 | indywidualnie | Ceylor L A N   | 46,80      | 53,60         | 0,00                         | 100,40    | NQ                     | NQ     | 30.     | [ 37 ] |
| Gemma Tattersall                                           | indywidualnie | Quicklook V    | 47,20      | 89,60         | 4,00                         | 140,80    | NQ                     | NQ     | 41.     | [ 37 ] |
| William Fox-Pitt Billy the Biz Kitty King Gemma Tattersall | drużynowo     | jak wyżej      | jak wyżej  | jak wyżej     | jak wyżej                    | jak wyżej | N/A                    | 252,10 | 5.      | [ 37 ] |

### Judo
Mężczyźni
| Zawodnik          | Konkurencja | 1/32             | 1/16                    | 1/8               | Ćwierćfinał      | Półfinał         | Repasaże         | Finał/ 3. miejsce | Finał/ 3. miejsce | Źródło |
| Zawodnik          | Konkurencja | Przeciwnik Wynik | Przeciwnik Wynik        | Przeciwnik Wynik  | Przeciwnik Wynik | Przeciwnik Wynik | Przeciwnik Wynik | Przeciwnik Wynik  | Pozycja           | Źródło |
| ----------------- | ----------- | ---------------- | ----------------------- | ----------------- | ---------------- | ---------------- | ---------------- | ----------------- | ----------------- | ------ |
| Ashley McKenzie   | −60 kg      | BYE              | Özlü W 003-000          | Smietow P 000-001 | NQ               | NQ               | NQ               | NQ                | 9.                | [ 38 ] |
| Colin Oates       | −66 kg      | BYE              | Le Blouch P 000-000     | NQ                | NQ               | NQ               | NQ               | NQ                | 17.               | [ 39 ] |
| Benjamin Fletcher | −100 kg     | BYE              | Ghwiniaszwili P 000-100 | NQ                | NQ               | NQ               | NQ               | NQ                | 17.               | [ 40 ] |

Kobiety
| Zawodniczka         | Konkurencja | 1/16                | 1/8                 | Ćwierćfinał         | Półfinał            | Repasaże            | Finał / 3.miejsce   | Finał / 3.miejsce | Źródła |
| Zawodniczka         | Konkurencja | Przeciwniczka Wynik | Przeciwniczka Wynik | Przeciwniczka Wynik | Przeciwniczka Wynik | Przeciwniczka Wynik | Przeciwniczka Wynik | Pozycja           | Źródła |
| ------------------- | ----------- | ------------------- | ------------------- | ------------------- | ------------------- | ------------------- | ------------------- | ----------------- | ------ |
| Nekoda Smythe-Davis | 57 kg       | Filzmoser W 011-000 | Pavia P 000-100     | NQ                  | NQ                  | NQ                  | NQ                  | 9.                | [ 41 ] |
| Alice Schlesinger   | 63 kg       | Bak W 100-000       | van Emden P 000-001 | NQ                  | NQ                  | NQ                  | NQ                  | 9.                | [ 42 ] |
| Sally Conway        | 70 kg       | Miled W 100-000     | Émane W 100-001     | Bolder W 100-000    | Alvear P 000-010    | N/A                 | Graf W 001-000      | brąz              | [ 42 ] |
| Natalie Powell      | 78 kg       | BYE                 | Mazouz W 100-000    | Tcheuméo P 000-000  | NQ                  | Malzahn P 000-100   | NQ                  | 7.                | [ 43 ] |

### Kajakarstwo
Mężczyźni
| Zawodnik                 | Konkurencja | Eliminacje | Eliminacje | Półfinały | Półfinały | Finał A/B | Finał A/B  | Pozycja | Źródło |
| Zawodnik                 | Konkurencja | Czas       | Pozycja    | Czas      | Pozycja   | Czas      | Pozycja    | Pozycja | Źródło |
| ------------------------ | ----------- | ---------- | ---------- | --------- | --------- | --------- | ---------- | ------- | ------ |
| Liam Heath               | K-1 200 m   | 34,327     | 1.         | 34,076    | 1.        | 35,197    | 1. Finał A | złoto   | [ 44 ] |
| Liam Heath Jon Schofield | K-2 200 m   | 31,534     | 3.         | 31,899    | 1.        | 32,368    | 2. Finał A | srebro  | [ 44 ] |

Kobiety
| Zawodniczka                                           | Konkurencja | Eliminacje | Eliminacje | Półfinały | Półfinały | Finał    | Finał      | Pozycja | Źródło |
| Zawodniczka                                           | Konkurencja | Czas       | Pozycja    | Czas      | Pozycja   | Czas     | Pozycja    | Pozycja | Źródło |
| ----------------------------------------------------- | ----------- | ---------- | ---------- | --------- | --------- | -------- | ---------- | ------- | ------ |
| Jess Walker                                           | K-1 200 m   | 41,123     | 5.         | 41,483    | 4.        | 42,205   | 7. Finał B | 15.     | [ 44 ] |
| Rachel Cawthorn                                       | K-1 500 m   | 1:56,612   | 4.         | 1:58,410  | 6.        | 1:58,470 | 7. Finał B | 15.     | [ 44 ] |
| Lani Belcher Angela Hannah                            | K-2 500 m   | 1:53,948   | 8.         | 1:49,285  | 7.        | 1:54,193 | 7. Finał B | 15.     | [ 44 ] |
| Jess Walker Rachel Cawthorn Rebii Simon Louisa Gurski | K-4 500 m   | 1:36,853   | 5.         | 1:36,254  | 3.        | 1:40,043 | 7. Finał A | 7.      | [ 44 ] |

#### Kajakarstwo górskie
| Zawodnik                        | Konkurencja  | Eliminacje | Eliminacje | Eliminacje | Eliminacje | Eliminacje | Eliminacje | Półfinały | Półfinały | Finał  | Finał   | Pozycja | Źródło |
| Zawodnik                        | Konkurencja  | P 1        | M.         | P 2        | M.         | Razem      | M.         | Czas      | Miejsce   | Czas   | Miejsce | Pozycja | Źródło |
| ------------------------------- | ------------ | ---------- | ---------- | ---------- | ---------- | ---------- | ---------- | --------- | --------- | ------ | ------- | ------- | ------ |
| Joseph Clarke                   | K-1 mężczyzn | 135,89     | 21.        | 86,95      | 1.         | 86,95      | 2.         | 90,67     | 3.        | 88,53  | 1.      | złoto   | [ 45 ] |
| David Florence                  | C-1 mężczyzn | 94,11      | 1.         | DNS        | DNS        | 94,11      | 3.         | 99,36     | 7.        | 109,00 | 10.     | 10.     | [ 45 ] |
| David Florence Richard Hounslow | C-2 mężczyzn | 103,27     | 2.         | DNS        | DNS        | 103,27     | 3.         | 109,60    | 3.        | 102,21 | 2.      | srebro  | [ 45 ] |
| Fiona Pennie                    | K-1 kobiet   | 100,52     | 1.         | DNS        | DNS        | 100,52     | 3.         | 101,81    | 2.        | 105,70 | 6.      | 6.      | [ 45 ] |

### Kolarstwo

#### Kolarstwo szosowe
| Zawodnik             | Konkurencja                    | Czas    | Pozycja | Źródło |
| -------------------- | ------------------------------ | ------- | ------- | ------ |
| Geraint Thomas       | wyścig ze startu wspólnego (m) | 6:12:34 | 11.     | [ 46 ] |
| Chris Froome         | wyścig ze startu wspólnego (m) | 6:13:03 | 12.     | [ 46 ] |
| Adam Yates           | wyścig ze startu wspólnego (m) | 6:13:08 | 15.     | [ 46 ] |
| Steve Cummings       | wyścig ze startu wspólnego (m) | DNF     | DNF     | [ 46 ] |
| Ian Stannard         | wyścig ze startu wspólnego (m) | DNF     | DNF     | [ 46 ] |
| Chris Froome         | jazda indywidualna na czas (m) | 1:13:17 | brąz    | [ 46 ] |
| Geraint Thomas       | jazda indywidualna na czas (m) | 1:14:52 | 9.      | [ 46 ] |
| Elizabeth Armitstead | wyścig ze startu wspólnego (k) | 3:51,47 | 5.      | [ 47 ] |
| Nikki Harris         | wyścig ze startu wspólnego (k) | DNF     | DNF     | [ 47 ] |
| Emma Pooley          | wyścig ze startu wspólnego (k) | DNF     | DNF     | [ 47 ] |
| Emma Pooley          | jazda indywidualna na czas (k) | 46:31   | 14.     | [ 47 ] |

#### Kolarstwo torowe
Sprint
| Zawodnik                                 | Konkurencja       | Kwalifikacje    | Kwalifikacje    | Runda 1          | Repasaże        | Runda 2          | Repasaże        | Ćwierćfinały       | Półfinały          | Finał                  | Finał   | Źródło |
| Zawodnik                                 | Konkurencja       | Czas Prędkość   | Przeciwnik Czas | Pozycja          | Przeciwnik Czas | Przeciwnik Czas  | Przeciwnik Czas | Przeciwnik Czas    | Przeciwnik Czas    | Przeciwnik Czas        | Pozycja | Źródło |
| ---------------------------------------- | ----------------- | --------------- | --------------- | ---------------- | --------------- | ---------------- | --------------- | ------------------ | ------------------ | ---------------------- | ------- | ------ |
| Callum Skinner                           | indywidualnie (m) | 9,703           | 2.              | Constable 10,254 | N/A             | Constable 10,359 | N/A             | Xu 10,299          | Glaetzer           | Kenny                  | srebro  | [ 48 ] |
| Jason Kenny                              | indywidualnie (m) | 9,551 · 75,384  | 1.              | Levy 10,245      | N/A             | Puerta 10,369    | N/A             | Constable 10,341   | Dmitrijew          | Skinner                | złoto   | [ 48 ] |
| Rebecca James                            | indywidualnie (k) | 10,721 · 67,157 | 1.              | Panarina 11,377  | N/A             | Cueff 11,375     | N/A             | Zhong 11,289       | Ligtlee            | Vogel                  | złoto   | [ 49 ] |
| Katy Marchant                            | indywidualnie (k) | 10,787 66,747   | 2.              | Sullivan 11,499  | N/A             | Welte 12,247     | N/A             | Krupeckaitė 11,225 | Vogel              | Ligtlee                | brąz    | [ 49 ] |
| Philip Hindes Jason Kenny Callum Skinner | drużynowo (m)     | 42,562          | 1.              | N/A              | N/A             | N/A              | N/A             | N/A                | Wenezuela · 42,640 | Nowa Zelandia · 42,440 | złoto   | [ 48 ] |

Keirin
| Zawodnik       | Konkurencja | Runda 1 | Repesaż | Runda 2 | Finał   | Źródło |
| Zawodnik       | Konkurencja | Pozycja | Pozycja | Pozycja | Pozycja | Źródło |
| -------------- | ----------- | ------- | ------- | ------- | ------- | ------ |
| Jason Kenny    | mężczyźni   | 1.      | N/A     | 1.      | złoto   | [ 48 ] |
| Callum Skinner | mężczyźni   | 6.      | 5.      | NQ      | NQ      | [ 48 ] |
| Rebecca James  | kobiety     | 1.      | N/A     | 2.      | srebro  | [ 49 ] |

Omnium
| Zawodnik       | Konkurencja | Scratch | Scratch | Wyścig na dochodzenie | Wyścig na dochodzenie | Wyścig na dochodzenie | Wyścig eliminacyjny | Wyścig eliminacyjny | Wyścig na 500 m | Wyścig na 500 m | Wyścig na 500 m | Okrążenie start lotny | Okrążenie start lotny | Okrążenie start lotny | Wyścig punktowy | Wyścig punktowy | Suma punktów | Pozycja | Źródło |
| Zawodnik       | Konkurencja | Pozycja | Punkty  | Czas                  | Pozycja               | Punkty                | Pozycja             | Punkty              | Czas            | Pozycja         | Punkty          | Czas                  | Pozycja               | Punkty                | Punkty          | Pozycja         | Suma punktów | Pozycja | Źródło |
| -------------- | ----------- | ------- | ------- | --------------------- | --------------------- | --------------------- | ------------------- | ------------------- | --------------- | --------------- | --------------- | --------------------- | --------------------- | --------------------- | --------------- | --------------- | ------------ | ------- | ------ |
| Mark Cavendish | mężczyźni   | 6.      | 30      | 4:16,878              | 2.                    | 38                    | 7.                  | 28                  | 1:02,868        | 6.              | 30              | 12,793                | 3.                    | 36                    | 32              | 4.              | 194          | srebro  | [ 48 ] |
| Laura Trott    | kobiety     | 2.      | 38      | 3:25,054              | 1.                    | 40                    | 1.                  | 40                  | 35,253          | 2.              | 38              | 13,708                | 1.                    | 40                    | 34              | 7.              | 230          | złoto   | [ 49 ] |

Wyścig na dochodzenie drużynowy
| Zawodnik                                                 | Konkurencja | Kwalifikacje | Kwalifikacje | Pierwsza runda           | Pierwsza runda | Finał                          | Finał | Źródło |
| Zawodnik                                                 | Konkurencja | Czas         | M.           | Przeciwnik Wynik         | M.             | Przeciwnik Wynik               | M.    | Źródło |
| -------------------------------------------------------- | ----------- | ------------ | ------------ | ------------------------ | -------------- | ------------------------------ | ----- | ------ |
| Edward Clancy Steven Burke Owain Doull Bradley Wiggins   | mężczyźni   | 3:51,943     | 1.           | Nowa Zelandia · 3:50,570 | 1.             | Australia · 3:50,265           | złoto | [ 48 ] |
| Joanna Rowsell Laura Trott Katie Archibald Elinor Barker | kobiety     | 4:13,260 ,   | 1.           | Kanada · 4:12,152 ,      | 1.             | Stany Zjednoczone · 4:10,236 , | złoto | [ 49 ] |

#### Kolarstwo górskie
| Zawodnik       | Konkurencja       | Czas    | Pozycja | Źródło |
| -------------- | ----------------- | ------- | ------- | ------ |
| Grant Ferguson | cross-country (m) | 1:39:10 | 17.     | [ 50 ] |

#### Kolarstwo BMX
| Zawodniczka   | Konkurencja | Eliminacje | Eliminacje | Ćwierćfinał | Ćwierćfinał | Półfinał | Półfinał | Finał | Finał   | Źródło |
| Zawodniczka   | Konkurencja | Wynik      | Miejsce    | Wynik       | Miejsce     | Wynik    | Miejsce  | Wynik | Miejsce | Źródło |
| ------------- | ----------- | ---------- | ---------- | ----------- | ----------- | -------- | -------- | ----- | ------- | ------ |
| Liam Phillips | mężczyźni   | 35,095     | 10.        | 28          | 31.         | NQ       | NQ       | NQ    | NQ      | [ 51 ] |
| Kyle Evans    | mężczyźni   | 35,776     | 21.        | 19          | 25.         | NQ       | NQ       | NQ    | NQ      | [ 51 ] |

### Lekkoatletyka
Mężczyźni
Konkurencje biegowe
| Zawodnik                                                                       | Konkurencja           | Eliminacje | Eliminacje | 1 runda | 1 runda | Półfinał | Półfinał | Finał    | Finał   | Źródło               |
| Zawodnik                                                                       | Konkurencja           | Wynik      | Miejsce    | Wynik   | Miejsce | Wynik    | Miejsce  | Wynik    | Miejsce | Źródło               |
| ------------------------------------------------------------------------------ | --------------------- | ---------- | ---------- | ------- | ------- | -------- | -------- | -------- | ------- | -------------------- |
| Chijindu Ujah                                                                  | 100 m                 | BYE        | BYE        | 10,13   | 8.      | 10,01    | 7.       | NQ       | NQ      | [ 52 ] [ 53 ]        |
| James Ellington                                                                | 100 m                 | BYE        | BYE        | 10,29   | 40.     | NQ       | NQ       | NQ       | NQ      | [ 52 ] [ 53 ]        |
| James Dasaolu                                                                  | 100 m                 | BYE        | BYE        | 10,18   | 19.     | 10,16    | 20.      | NQ       | NQ      | [ 52 ] [ 53 ]        |
| Daniel Talbot                                                                  | 200 m                 | N/A        | N/A        | 20,27   | 13.     | 20,25    | 11.      | NQ       | NQ      | [ 54 ] [ 55 ] [ 56 ] |
| Adam Gemili                                                                    | 200 m                 | N/A        | N/A        | 20,20   | 8.      | 20,08    | 6.       | 20,12    | 4.      | [ 54 ] [ 55 ] [ 56 ] |
| Nethaneel Mitchell-Blake                                                       | 200 m                 | N/A        | N/A        | 20,24   | 12.     | 20,25    | 11.      | NQ       | NQ      | [ 54 ] [ 55 ] [ 56 ] |
| Martyn Rooney                                                                  | 400 m                 | 45,60      | 22.        | N/A     | N/A     | NQ       | NQ       | NQ       | NQ      | [ 57 ] [ 58 ] [ 59 ] |
| Matthew Hudson-Smith                                                           | 400 m                 | 45,26      | 8.         | N/A     | N/A     | 44,48    | 7.       | 44,61    | 8.      | [ 57 ] [ 58 ] [ 59 ] |
| Michael Rimmer                                                                 | 800 m                 | 1:45,99    | 7.         | N/A     | N/A     | 1:46,80  | 23.      | NQ       | NQ      | [ 60 ] [ 61 ]        |
| Elliot Giles                                                                   | 800 m                 | 1:47,88    | 29.        | N/A     | N/A     | NQ       | NQ       | NQ       | NQ      | [ 60 ] [ 61 ]        |
| Chris O’Hare                                                                   | 1500 m                | 3:39,26    | 13.        | N/A     | N/A     | 3:44,27  | 22.      | NQ       | NQ      | [ 62 ] [ 63 ] [ 64 ] |
| Charlie Grice                                                                  | 1500 m                | 3:48,51    | 34.        | N/A     | N/A     | 3:40,05  | 9.       | 3:51,73  | 12.     | [ 62 ] [ 63 ] [ 64 ] |
| Mohamed Farah                                                                  | 5000 m                | 13:25,25   | 15.        | N/A     | N/A     | N/A      | N/A      | 13:03,30 | złoto   | [ 65 ] [ 66 ]        |
| Tom Farrell                                                                    | 5000 m                | 14:11,65   | 40.        | N/A     | N/A     | N/A      | N/A      | NQ       | NQ      | [ 65 ] [ 66 ]        |
| Andrew Butchart                                                                | 5000 m                | 13:20,08   | 5.         | N/A     | N/A     | N/A      | N/A      | 13:08,61 | 6.      | [ 65 ] [ 66 ]        |
| Mohamed Farah                                                                  | 10 000 m              | N/A        | N/A        | N/A     | N/A     | N/A      | N/A      | 27:05,17 | złoto   | [ 67 ]               |
| Andrew Vernon                                                                  | 10 000 m              | N/A        | N/A        | N/A     | N/A     | N/A      | N/A      | 28:19,36 | 25.     | [ 67 ]               |
| Ross Millington                                                                | 10 000 m              | N/A        | N/A        | N/A     | N/A     | N/A      | N/A      | 29:14,95 | 31.     | [ 67 ]               |
| Andrew Pozzi                                                                   | 110 m przez płotki    | 13,50      | 8.         | N/A     | N/A     | 13,67    | 18.      | NQ       | NQ      | [ 68 ] [ 69 ]        |
| Lawrence Clarke                                                                | 110 m przez płotki    | 13,55      | 14.        | N/A     | N/A     | 13,46    | 11.      | NQ       | NQ      | [ 68 ] [ 69 ]        |
| Sebastian Rodger                                                               | 400 m przez płotki    | 49,54      | 23.        | N/A     | N/A     | NQ       | NQ       | NQ       | NQ      | [ 70 ] [ 71 ] [ 72 ] |
| Jack Green                                                                     | 400 m przez płotki    | 48,96      | 11.        | N/A     | N/A     | 49,54    | 19.      | NQ       | NQ      | [ 70 ] [ 71 ] [ 72 ] |
| Rob Mullett                                                                    | 3000 m z przeszkodami | 8:48,19    | 36.        | N/A     | N/A     | N/A      | N/A      | NQ       | NQ      | [ 73 ]               |
| Callum Hawkins                                                                 | maraton               | N/A        | N/A        | N/A     | N/A     | N/A      | N/A      | 2:11:52  | 9.      | [ 74 ]               |
| Derek Hawkins                                                                  | maraton               | N/A        | N/A        | N/A     | N/A     | N/A      | N/A      | 2:29:24  | 114.    | [ 74 ]               |
| Tsegai Tewelde                                                                 | maraton               | N/A        | N/A        | N/A     | N/A     | N/A      | N/A      | DNF      | DNF     | [ 74 ]               |
| Richard Kilty Harry Aikines-Aryeetey James Ellington Chijindu Ujah Adam Gemili | sztafeta 4 × 100 m    | 38,06      | 7.         | N/A     | N/A     | N/A      | N/A      | 37,98    | 5.      | [ 75 ] [ 76 ]        |
| Nigel Levine Delano Williams Matthew Hudson-Smith Martyn Rooney                | sztafeta 4 × 400 m    | DSQ        | DSQ        | N/A     | N/A     | N/A      | N/A      | NQ       | NQ      | [ 77 ]               |
| Tom Bosworth                                                                   | chód na 20 km         | N/A        | N/A        | N/A     | N/A     | N/A      | N/A      | 1:20:13  | 6.      | [ 78 ]               |
| Dominic King                                                                   | chód na 50 km         | N/A        | N/A        | N/A     | N/A     | N/A      | N/A      | DSQ      | DSQ     | [ 79 ]               |

Konkurencje techniczne
| Zawodnik        | Konkurencja   | Kwalifikacje | Kwalifikacje | Finał | Finał   | Źródło        |
| Zawodnik        | Konkurencja   | Wynik        | Miejsce      | Wynik | Miejsce | Źródło        |
| --------------- | ------------- | ------------ | ------------ | ----- | ------- | ------------- |
| Robert Grabarz  | skok wzwyż    | 2,29         | 5.           | 2,33  | 4.      | [ 80 ] [ 81 ] |
| Chris Baker     | skok wzwyż    | 2,26         | 16.          | NQ    | NQ      | [ 80 ] [ 81 ] |
| Luke Cutts      | skok o tyczce | 5,45         | 12.          | NQ    | NQ      | [ 82 ]        |
| Greg Rutherford | skok w dal    | 7,90         | 10.          | 8,29  | brąz    | [ 83 ] [ 84 ] |
| Chris Bennett   | rzut młotem   | 71,32        | 19.          | NQ    | NQ      | [ 85 ]        |
| Mark Dry        | rzut młotem   | 71,03        | 21.          | NQ    | NQ      | [ 85 ]        |
| Nick Miller     | rzut młotem   | 70,83        | 22.          | NQ    | NQ      | [ 85 ]        |

Kobiety
Konkurencje biegowe
| Zawodnik                                                                       | Konkurencja           | Eliminacje | Eliminacje | Ćwierćfinał | Ćwierćfinał | Półfinał | Półfinał | Finał    | Finał   | Źródło                  |
| Zawodnik                                                                       | Konkurencja           | Wynik      | Miejsce    | Wynik       | Miejsce     | Wynik    | Miejsce  | Wynik    | Miejsce | Źródło                  |
| ------------------------------------------------------------------------------ | --------------------- | ---------- | ---------- | ----------- | ----------- | -------- | -------- | -------- | ------- | ----------------------- |
| Desiree Henry                                                                  | 100 m                 | BYE        | BYE        | 11,08       | 4.          | 11,09    | 12.      | NQ       | NQ      | [ 86 ] [ 87 ]           |
| Asha Philip                                                                    | 100 m                 | BYE        | BYE        | 11,34       | 19.         | 11,33    | 23.      | NQ       | NQ      | [ 86 ] [ 87 ]           |
| Darryl Neita                                                                   | 100 m                 | BYE        | BYE        | 11,41       | 25.         | NQ       | NQ       | NQ       | NQ      | [ 86 ] [ 87 ]           |
| Dina Asher-Smith                                                               | 200 m                 | 22,77      | 15.        | N/A         | N/A         | 22,49    | 8.       | 22,31    | 5.      | [ 88 ] [ 89 ] [ 90 ]    |
| Jodie Williams                                                                 | 200 m                 | 22,69      | 12.        | N/A         | N/A         | 22,99    | 22.      | NQ       | NQ      | [ 88 ] [ 89 ] [ 90 ]    |
| Seren Bundy-Davies                                                             | 400 m                 | 53,63      | .          | N/A         | N/A         | NQ       | NQ       | NQ       | NQ      | [ 91 ] [ 92 ]           |
| Christine Ohuruogu                                                             | 400 m                 | 51,40      | 11.        | N/A         | N/A         | 51,22    | 13.      | NQ       | NQ      | [ 91 ] [ 92 ]           |
| Emily Diamond                                                                  | 400 m                 | 51,76      | 18.        | N/A         | N/A         | 51,49    | 14.      | NQ       | NQ      | [ 91 ] [ 92 ]           |
| Lynsey Sharp                                                                   | 800 m                 | 2:00,83    | 29.        | N/A         | N/A         | 1:58,65  | 2.       | 1:57,69  | 6.      | [ 93 ] [ 94 ] [ 95 ]    |
| Shelayna Oskan-Clarke                                                          | 800 m                 | 1:59,67    | 9.         | N/A         | N/A         | 1:59,45  | 10.      | NQ       | NQ      | [ 93 ] [ 94 ] [ 95 ]    |
| Laura Weightman                                                                | 1500 m                | 4:08,37    | 15.        | N/A         | N/A         | 4:05,28  | 9.       | 4:14,95  | 11.     | [ 96 ] [ 97 ] [ 98 ]    |
| Laura Muir                                                                     | 1500 m                | 4:06,53    | 3.         | N/A         | N/A         | 4:04,16  | 4.       | 4:12,88  | 7.      | [ 96 ] [ 97 ] [ 98 ]    |
| Laura Whittle                                                                  | 5000 m                | 15:31,30   | 21.        | N/A         | N/A         | N/A      | N/A      | NQ       | NQ      | [ 99 ] [ 100 ]          |
| Eilish McColgan                                                                | 5000 m                | 15:18,20   | 5.         | N/A         | N/A         | N/A      | N/A      | 15:12,09 | 13.     | [ 99 ] [ 100 ]          |
| Stephanie Twell                                                                | 5000 m                | 15:25,90   | 16.        | N/A         | N/A         | N/A      | N/A      | NQ       | NQ      | [ 99 ] [ 100 ]          |
| Joanne Pavey                                                                   | 10 000 m              | N/A        | N/A        | N/A         | N/A         | N/A      | N/A      | 31:33,44 | 15.     | [ 101 ]                 |
| Jess Andrews                                                                   | 10 000 m              | N/A        | N/A        | N/A         | N/A         | N/A      | N/A      | 31:35,92 | 16.     | [ 101 ]                 |
| Beth Potter                                                                    | 10 000 m              | N/A        | N/A        | N/A         | N/A         | N/A      | N/A      | 33:04,34 | 34.     | [ 101 ]                 |
| Cindy Ofili                                                                    | 100 m przez płotki    | 12,75      | 5.         | N/A         | N/A         | 12,71    | 6.       | 12,63    | 4.      | [ 102 ] [ 103 ] [ 104 ] |
| Tiffany Porter                                                                 | 100 m przez płotki    | 12,87      | 14.        | N/A         | N/A         | 12,82    | 8.       | 12,76    | 7.      | [ 102 ] [ 103 ] [ 104 ] |
| Eilidh Doyle                                                                   | 400 m przez płotki    | 55,46      | 5.         | N/A         | N/A         | 54,99    | 8.       | 54,61    | .8.     | [ 105 ] [ 106 ] [ 107 ] |
| Lennie Waite                                                                   | 3000 m z przeszkodami | 10:14,18   | 51.        | A/A         | A/A         | A/A      | A/A      | NQ       | NQ      | [ 108 ] [ 109 ]         |
| Alyson Dixon                                                                   | maraton               | N/A        | N/A        | N/A         | N/A         | N/A      | N/A      | 2:34:11  | 28.     | [ 110 ]                 |
| Sonia Samuels                                                                  | maraton               | N/A        | N/A        | N/A         | N/A         | N/A      | N/A      | 2:34:36  | 30.     | [ 110 ]                 |
| Asha Philip Desiree Henry Dina Asher-Smith Daryll Neita                        | sztafeta 4 × 100 m    | 41,93      | 3.         | N/A         | N/A         | N/A      | N/A      | 41,77    | brąz    | [ 111 ] [ 112 ]         |
| Emily Diamond Anyika Onuora Kelly Massey Christine Ohuruogu Eilidh Child-Doyle | sztafeta 4 × 400 m    | 3:24,81    | 3.         | N/A         | N/A         | N/A      | N/A      | 3:25,88  | brąz    | [ 113 ] [ 114 ]         |

Konkurencje techniczne
| Zawodniczka     | Konkurencja   | Kwalifikacje | Kwalifikacje | Finał | Finał   | Źródło          |
| Zawodniczka     | Konkurencja   | Wynik        | Miejsce      | Wynik | Miejsce | Źródło          |
| --------------- | ------------- | ------------ | ------------ | ----- | ------- | --------------- |
| Morgan Lake     | skok wzwyż    | 1,94         | 15.          | 1,93  | 10.     | [ 115 ] [ 116 ] |
| Holly Bleasdale | skok o tyczce | 4,60         | 2.           | 4,70  | 5.      | [ 117 ] [ 118 ] |
| Lorraine Ugen   | skok w dal    | 6,65         | 7.           | 6,58  | 11.     | [ 119 ] [ 120 ] |
| Shara Proctor   | skok w dal    | 6,36         | 21.          | NQ    | NQ      | [ 119 ] [ 120 ] |
| Jazmin Sawyers  | skok w dal    | 6,53         | 12.          | 6,69  | 8.      | [ 119 ] [ 120 ] |
| Jade Lally      | rzut dyskiem  | 54,06        | 28.          | NQ    | NQ      | [ 121 ] [ 122 ] |
| Sophie Hitchon  | rzut młotem   | 70,37        | 11.          | 74,54 | brąz    | [ 123 ] [ 124 ] |

Siedmiobój
| Zawodniczka               | Konkurencja | 100H  | HJ   | SP    | 200 m | LJ   | JT    | 800 m   | Razem | Pozycja | Źródło  |
| ------------------------- | ----------- | ----- | ---- | ----- | ----- | ---- | ----- | ------- | ----- | ------- | ------- |
| Jessica Ennis-Hill        | Rezultat    | 12,84 | 1,89 | 13,86 | 23,49 | 6,34 | 46,06 | 2:09,07 | 6775  | srebro  | [ 125 ] |
| Jessica Ennis-Hill        | Punkty      | 1149  | 1093 | 785   | 1030  | 956  | 784   | 978     | 6775  | srebro  | [ 125 ] |
| Katarina Johnson-Thompson | Rezultat    | 13,48 | 1,98 | 11,68 | 23,26 | 6,51 | 36,36 | 2:10,47 | 6523  | 6.      | [ 125 ] |
| Katarina Johnson-Thompson | Punkty      | 1053  | 1211 | 640   | 1053  | 1010 | 598   | 958     | 6523  | 6.      | [ 125 ] |

### Łucznictwo
| Zawodnik       | Konkurencja       | Runda rankingowa | Runda rankingowa | 1/32              | 1/16             | 1/8              | Ćwierćfinały     | Półfinały        | Finał            | Finał   | Źródło  |
| Zawodnik       | Konkurencja       | Wynik            | Miejsce          | Przeciwnik Wynik  | Przeciwnik Wynik | Przeciwnik Wynik | Przeciwnik Wynik | Przeciwnik Wynik | Przeciwnik Wynik | Pozycja | Źródło  |
| -------------- | ----------------- | ---------------- | ---------------- | ----------------- | ---------------- | ---------------- | ---------------- | ---------------- | ---------------- | ------- | ------- |
| Patrick Huston | indywidualnie (m) | 656              | 38.              | van der Ven W 6-4 | Ku B-c P 0-6     | NQ               | NQ               | NQ               | NQ               | 17.     | [ 126 ] |
| Naomi Folkard  | indywidualnie (k) | 639              | 23.              | Rochmawati W 6-5  | Kawanaka W 6-0   | dos Santos W 6-1 | Chang P 1-7      | NQ               | NQ               | 7.      | [ 127 ] |

### Pięciobój nowoczesny
| Zawodnik        | Konkurencja | Szermierka      | Szermierka | Szermierka | Pływanie | Pływanie | Pływanie | Jazda konna | Jazda konna | Jazda konna | Kombinacja: strzelanie/bieg przełajowy | Kombinacja: strzelanie/bieg przełajowy | Kombinacja: strzelanie/bieg przełajowy | Suma punktów | Pozycja | Źródło  |
| Zawodnik        | Konkurencja | Wynik (wygrane) | M.         | Punkty     | Czas     | M.       | Punkty   | Kary        | M.          | Punkty      | Czas                                   | M.                                     | Punkty                                 | Suma punktów | Pozycja | Źródło  |
| --------------- | ----------- | --------------- | ---------- | ---------- | -------- | -------- | -------- | ----------- | ----------- | ----------- | -------------------------------------- | -------------------------------------- | -------------------------------------- | ------------ | ------- | ------- |
| Kate French     | kobiety     | 17              | 19.        | 202        | 2:06,17  | 15.      | 292      | 0           | 1.          | 300         | 12:43,08                               | 8.                                     | 542                                    | 1331         | 5.      | [ 128 ] |
| Samantha Murray | kobiety     | 14              | 31.        | 192        | 2:10,81  | 4.       | 308      | 21          | 22.         | 279         | 12:58,54                               | 7.                                     | 542                                    | 1321         | 8.      | [ 128 ] |
| Joe Choong      | mężczyźni   | 22              | 8.         | 224        | 1:58,50  | 3.       | 345      | 7           | 8.          | 293         | 11:51,59                               | 28.                                    | 589                                    | 1451         | 10.     | [ 128 ] |
| James Cooke     | mężczyźni   | 14              | 28.        | 185        | 1:55,60  | 1.       | 354      | 12          | 12.         | 288         | 11:31,07                               | 19.                                    | 609                                    | 1438         | 14.     | [ 128 ] |

### Pływanie
Mężczyźni
| Zawodnik                                                           | Konkurencja        | Eliminacje | Eliminacje | Półfinał | Półfinał | Finał   | Finał       | Źródło  |
| Zawodnik                                                           | Konkurencja        | Czas       | Miejsce    | Czas     | Miejsce  | Czas    | Miejsce     | Źródło  |
| ------------------------------------------------------------------ | ------------------ | ---------- | ---------- | -------- | -------- | ------- | ----------- | ------- |
| Benjamin Proud                                                     | 50 m dowolnym      | 21,83      | 7.         | 21,54    | 5.       | 21,68   | 4.          | [ 129 ] |
| Duncan Scott                                                       | 100 m dowolnym     | 48,01      | 3.         | 48,20    | 7.       | 48,01   | 5.          | [ 130 ] |
| Benjamin Proud                                                     | 100 m dowolnym     | 49,14      | 29.        | NQ       | NQ       | NQ      | NQ          | [ 130 ] |
| James Guy                                                          | 200 m dowolnym     | 1:46,13    | 5.         | 1:46,23  | 8.       | 1:45,49 | 4.          | [ 131 ] |
| Cameron Kurle                                                      | 200 m dowolnym     | 1:49,08    | 35.        | NQ       | NQ       | NQ      | NQ          | [ 131 ] |
| Stephen Milne                                                      | 400 m dowolnym     | 3:46,00    | 13.        | N/A      | N/A      | NQ      | NQ          | [ 132 ] |
| James Guy                                                          | 400 m dowolnym     | 3:45,31    | 6.         | N/A      | N/A      | 3:44,68 | 6.          | [ 132 ] |
| Stephen Milne                                                      | 1500 m dowolnym    | 14:57,23   | 10.        | N/A      | N/A      | NQ      | NQ          | [ 133 ] |
| Timothy Shuttleworth                                               | 1500 m dowolnym    | 15:31,01   | 27.        | N/A      | N/A      | NQ      | NQ          | [ 133 ] |
| Chris Walker-Hebborn                                               | 100 m grzbietowym  | 53,54      | 10.        | 53,75    | 11.      | NQ      | NQ          | [ 134 ] |
| Adam Peaty                                                         | 100 m klasycznym   | 57,55      | 1.         | 57,62    | 1.       | 57,13   | złoto       | [ 135 ] |
| Ross Murdoch                                                       | 100 m klasycznym   | 59,47      | 9.         | 1:00,05  | 11.      | NQ      | NQ          | [ 135 ] |
| Andrew Willis                                                      | 200 m klasycznym   | 2:08,92    | 3.         | 2:07,73  | 2.       | 2:07,78 | 4.          | [ 136 ] |
| Craig Benson                                                       | 200 m klasycznym   | 2:11,19    | 15.        | 2:10,93  | 13.      | NQ      | NQ          | [ 136 ] |
| James Guy                                                          | 100 m motylkowym   | 51,78      | 8.         | 52,10    | 14.      | NQ      | NQ          | [ 137 ] |
| Daniel Wallace                                                     | 200 m zmiennym     | 1:59,44    | 11.        | 1:57,97  | 5.       | 1:58,54 | 8.          | [ 138 ] |
| Ieuan Lloyd                                                        | 200 m zmiennym     | 1:59,74    | 15.        | 1:59,49  | 10.      | NQ      | NQ          | [ 138 ] |
| Max Litchfield                                                     | 400 m zmiennym     | 4:11,5     | 5.         | N/A      | N/A      | 4:11,62 | 4.          | [ 139 ] |
| Jack Burnell                                                       | 10 km              | NQ         | NQ         | NQ       | NQ       | DSQ     | DSQ         | [ 140 ] |
| Stephen Milne Robert Renwick Daniel Wallace Duncan Scott James Guy | 4 × 200 m dowolnym | 7:06,31    | 1.         | N/A      | N/A      | 7:03,13 | srebro · NR | [ 142 ] |
| Chris Walker-Hebborn Adam Peaty James Guy Duncan Scott             | 4 × 100 m zmiennym | 3:30,47    | 1.         | N/A      | N/A      | 3:29,24 | srebro      | [ 143 ] |

Kobiety
| Zawodniczka                                                                         | Konkurencja           | Eliminacje | Eliminacje | Półfinał | Półfinał | Finał     | Finał   | Źródło  |
| Zawodniczka                                                                         | Konkurencja           | Czas       | Miejsce    | Czas     | Miejsce  | Czas      | Miejsce | Źródło  |
| ----------------------------------------------------------------------------------- | --------------------- | ---------- | ---------- | -------- | -------- | --------- | ------- | ------- |
| Francesca Halsall                                                                   | 50 m dowolnym         | 24,26      | 2.         | 24,41    | 4.       | 24,13     | 4.      | [ 144 ] |
| Georgia Coates                                                                      | 200 m dowolnym        | 1:59,33    | 27.        | NQ       | NQ       | NQ        | NQ      | [ 145 ] |
| Eleanor Faulkner                                                                    | 200 m dowolnym        | 2:00,51    | 32.        | NQ       | NQ       | NQ        | NQ      | [ 145 ] |
| Jazmin Carlin                                                                       | 400 m dowolnym        | 4:02,83    | 2.         | N/A      | N/A      | 4:01,23   | srebro  | [ 146 ] |
| Jazmin Carlin                                                                       | 800 m dowolnym        | 8:19,67    | 3.         | N/A      | N/A      | 8:16,17   | srebro  | [ 147 ] |
| Camilla Hattersley                                                                  | 800 m dowolnym        | 8:33,65    | 15.        | N/A      | N/A      | NQ        | NQ      | [ 147 ] |
| Georgia Davies                                                                      | 100 m grzbietowym     | 59,86      | 7.         | 59,85    | 10.      | NQ        | NQ      | [ 148 ] |
| Chloé Tutton                                                                        | 100 m klasycznym      | 1:06,88    | 12.        | 1:07,29  | 13.      | NQ        | NQ      | [ 149 ] |
| Molly Renshaw                                                                       | 100 m klasycznym      | 1:07,92    | 23.        | NQ       | NQ       | NQ        | NQ      | [ 149 ] |
| Chloé Tutton                                                                        | 200 m klasycznym      | 2:23,34    | 4.         | 2:22,71  | 7.       | 2:22,34   | 4.      | [ 150 ] |
| Molly Renshaw                                                                       | 200 m klasycznym      | 2:23,37    | 5.         | 2:22,33  | 3.       | 2:22,72   | 6.      | [ 150 ] |
| Aimee Willmott                                                                      | 200 m motylkowym      | 2:09,71    | 19.        | NQ       | NQ       | NQ        | NQ      | [ 151 ] |
| Siobhan-Marie O’Connor                                                              | 200 m zmiennym kobiet | 2:008,44   | 2.         | 2:07,57  | 1.       | 2:06,88   | srebro  | [ 152 ] |
| Hannah Miley                                                                        | 200 m zmiennym kobiet | 2:11,84    | 12.        | 2:12,15  | 12.      | NQ        | NQ      | [ 152 ] |
| Hannah Miley                                                                        | 400 m zmiennym kobiet | 4:33,74    | 4.         | N/A      | N/A      | 4:32,54   | 4.      | [ 153 ] |
| Aimee Willmott                                                                      | 400 m zmiennym kobiet | 4:34,08    | 5.         | N/A      | N/A      | 4:35,04   | 7.      | [ 153 ] |
| Keri-Anne Payne                                                                     | 10 km                 | N/A        | N/A        | N/A      | N/A      | 1:57:23,9 | 7.      | [ 154 ] |
| Siobhan-Marie O’Connor Georgia Coates Hannah Miley Camilla Hattersley               | 4 × 200 m dowolnym    | 7:54,17    | 9.         | N/A      | N/A      | NQ        | NQ      | [ 155 ] |
| Georgia Davies Chloé Tutton Siobhan-Marie O’Connor Georgia Coates Francesca Halsall | 4 × 100 m zmiennym    | 3:59,34    | 8.         | N/A      | N/A      | 3:56,96   | 7.      | [ 156 ] |

### Pływanie synchroniczne
| Zawodnik                    | Konkurencja | Eliminacje                    | Eliminacje                    | Eliminacje                 | Eliminacje                 | Eliminacje         | Eliminacje         | Finał         | Finał         | Finał  | Finał   | Źródło  |
| Zawodnik                    | Konkurencja | Eliminacje – runda techniczna | Eliminacje – runda techniczna | Eliminacje – runda dowolna | Eliminacje – runda dowolna | Eliminacje – Razem | Eliminacje – Razem | Runda dowolna | Runda dowolna | Razem  | Razem   | Źródło  |
| Zawodnik                    | Konkurencja | Punkty                        | Miejsce                       | Punkty                     | Miejsce                    | Punkty             | Miejsce            | Punkty        | Miejsce       | Punkty | Miejsce | Źródło  |
| --------------------------- | ----------- | ----------------------------- | ----------------------------- | -------------------------- | -------------------------- | ------------------ | ------------------ | ------------- | ------------- | ------ | ------- | ------- |
| Katie Clark Olivia Federici | Duety       | 79,9667                       | 18.                           | 80,7650                    | 16.                        | 160,7317           | 17.                | NQ            | NQ            | NQ     | NQ      | [ 157 ] |

### Podnoszenie ciężarów
| Zawodnik      | Konkurencja     | Rwanie | Rwanie  | Podrzut | Podrzut | Razem  | Pozycja | Źródło  |
| Zawodnik      | Konkurencja     | Wynik  | Pozycja | Wynik   | Pozycja | Razem  | Pozycja | Źródło  |
| ------------- | --------------- | ------ | ------- | ------- | ------- | ------ | ------- | ------- |
| Sonny Webster | −94 kg mężczyzn | 148 kg | 14.     | 185 kg  | 14.     | 333 kg | 14.     | [ 158 ] |
| Rebekah Tiler | −69 kg kobiet   | 101 kg | 10.     | 126 kg  | 10.     | 227 kg | 10.     | [ 158 ] |

### Rugby 7
Turniej kobiet
- Reprezentacja kobiet

| - Claire Allan - Abbie Brown - Heather Fisher - Natasha Hunt - Jasmine Joyce - Katy Mclean |  | - Emily Scarratt - Alice Richardson - Emily Scott - Danielle Waterman - Joanne Watmore - Amy Wilson-Hardy |

| Drużyna         | Konkurencja | Faza grupowa     | Faza grupowa     | Faza grupowa     | Faza grupowa | Ćwierćfinały     | Półfinały          | Finał/Mecz 3.miejsce | Pozycja | Źródło                  |
| Drużyna         | Konkurencja | Przeciwnik Wynik | Przeciwnik Wynik | Przeciwnik Wynik | Pozycja      | Przeciwnik Wynik | Przeciwnik Wynik   | Przeciwnik Wynik     | Pozycja | Źródło                  |
| --------------- | ----------- | ---------------- | ---------------- | ---------------- | ------------ | ---------------- | ------------------ | -------------------- | ------- | ----------------------- |
| Wielka Brytania | kobiety     | Brazylia 29:3    | Japonia 40:0     | Kanada 22:0      | 1.           | Fidżi 26:7       | Nowa Zelandia 7:25 | Kanada 10:33         | 4.      | [ 159 ] [ 160 ] [ 161 ] |

Turniej mężczyzn
- Reprezentacja mężczyzn

| - Mark Bennett - Dan Bibby - Phil Burgess - Sam Cross - James Davies - Alex Davis |  | - Ollie Lindsay Hague - Tom Mitchell - Dan Norton - James Rodwell - Mark Robertson - Marcus Watson |

| Drużyna         | Konkurencja | Faza grupowa     | Faza grupowa     | Faza grupowa        | Faza grupowa | Ćwierćfinały     | Półfinały             | Finał/Mecz 3.miejsce | Pozycja | Źródło                          |
| Drużyna         | Konkurencja | Przeciwnik Wynik | Przeciwnik Wynik | Przeciwnik Wynik    | Pozycja      | Przeciwnik Wynik | Przeciwnik Wynik      | Przeciwnik Wynik     | Pozycja | Źródło                          |
| --------------- | ----------- | ---------------- | ---------------- | ------------------- | ------------ | ---------------- | --------------------- | -------------------- | ------- | ------------------------------- |
| Wielka Brytania | mężczyźni   | Kenia 31:7       | Japonia 21:19    | Nowa Zelandia 21:19 | 1.           | Argentyna 5:0    | Południowa Afryka 7:5 | Fidżi 43:7           | srebro  | [ 162 ] [ 163 ] [ 164 ] [ 165 ] |

### Skoki do wody
| Zawodnik                        | Konkurencja                             | Preeliminacje | Preeliminacje | Półfinał | Półfinał | Finał  | Finał   | Źródło  |
| Zawodnik                        | Konkurencja                             | Punkty        | Miejsce       | Punkty   | Miejsce  | Punkty | Miejsce | Źródło  |
| ------------------------------- | --------------------------------------- | ------------- | ------------- | -------- | -------- | ------ | ------- | ------- |
| Jack Laugher                    | trampolina 3 m indywidualnie mężczyźni  | 439,95        | 7.            | 389,40   | 12.      | 523,85 | srebro  | [ 166 ] |
| Freddie Woodward                | trampolina 3 m indywidualnie mężczyźni  | 388,15        | 19.           | NQ       | NQ       | NQ     | NQ      | [ 166 ] |
| Tom Daley                       | wieża 10 m indywidualnie mężczyźni      | 571,85        | 1.            | 403,25   | 18.      | NQ     | NQ      | [ 167 ] |
| Jack Laugher Chris Mears        | trampolina 3 m synchronicznie mężczyźni | N/A           | N/A           | N/A      | N/A      | 454,32 | złoto   | [ 168 ] |
| Tom Daley Daniel Goodfellow     | wieża 10 m synchronicznie mężczyźni     | N/A           | N/A           | N/A      | N/A      | 444,45 | brąz    | [ 169 ] |
| Grace Reid                      | trampolina 3 m indywidualnie kobiety    | 304,95        | 14.           | 314,25   | 11.      | 318,60 | 8.      | [ 170 ] |
| Rebecca Gallantree              | trampolina 3 m indywidualnie kobiety    | 286,65        | 20.           | NQ       | NQ       | NQ     | NQ      | [ 170 ] |
| Tonia Couch                     | wieża 10 m indywidualnie kobiety        | 332,80        | 5.            | 318,00   | 10.      | 323,70 | 12.     | [ 171 ] |
| Sarah Barrow                    | wieża 10 m indywidualnie kobiety        | 277,40        | 23.           | NQ       | NQ       | NQ     | NQ      | [ 171 ] |
| Alicia Blagg Rebecca Gallantree | trampolina 3 m synchronicznie kobiet    | N/A           | N/A           | N/A      | N/A      | 292,83 | 6.      | [ 172 ] |
| Tonia Couch Lois Toulson        | wieża 10 m synchronicznie kobiet        | N/A           | N/A           | N/A      | N/A      | 319,44 | 5.      | [ 173 ] |

### Strzelectwo
| Zawodnik          | Konkurencja                                | Kwalifikacje | Kwalifikacje | Półfinał | Półfinał | Finał | Finał   | Źródło  |
| Zawodnik          | Konkurencja                                | Wynik        | Pozycja      | Wynik    | Pozycja  | Wynik | Pozycja | Źródło  |
| ----------------- | ------------------------------------------ | ------------ | ------------ | -------- | -------- | ----- | ------- | ------- |
| Edward Ling       | trap mężczyźni                             | 120          | 2.           | 12       | 4.       | 13    | brąz    | [ 174 ] |
| Timothy Kneale    | trap podwójny mężczyźni                    | 139          | 3.           | 26       | 4.       | 28    | 4.      | [ 174 ] |
| Steven Scott      | trap podwójny mężczyźni                    | 138          | 4.           | 26       | 3.       | 30    | brąz    | [ 174 ] |
| Jennifer McIntosh | karabin pneumatyczny kobiety               | 414,7        | 15.          | N/A      | N/A      | NQ    | NQ      | [ 175 ] |
| Jennifer McIntosh | karabin małokalibrowy trzy postawy kobiety | 578          | 18.          | N/A      | N/A      | NQ    | NQ      | [ 175 ] |
| Amber Hill        | skeet kobiety                              | 70           | 5.           | 13       | 6.       | NQ    | NQ      | [ 175 ] |
| Elena Allen       | skeet kobiety                              | 64           | 14.          | NQ       | NQ       | NQ    | NQ      | [ 175 ] |

### Szermierka
Mężczyźni
| Zawodnik                                                   | Konkurencja          | 1/32             | 1/16             | 1/8              | Ćwierćfinały      | Półfinały        | Finał/3.miejsce  | Finał/3.miejsce | Źródło  |
| Zawodnik                                                   | Konkurencja          | Przeciwnik Wynik | Przeciwnik Wynik | Przeciwnik Wynik | Przeciwnik Wynik  | Przeciwnik Wynik | Przeciwnik Wynik | Pozycja         | Źródło  |
| ---------------------------------------------------------- | -------------------- | ---------------- | ---------------- | ---------------- | ----------------- | ---------------- | ---------------- | --------------- | ------- |
| James Davis                                                | floret indywidualnie | BYE              | Ferjani W 15-7   | Safin P 13-15    | NQ                | NQ               | NQ               | 10.             | [ 176 ] |
| Laurence Halsted                                           | floret indywidualnie | BYE              | Chen P 9-15      | NQ               | NQ                | NQ               | NQ               | 22.             | [ 176 ] |
| Richard Kruse                                              | floret indywidualnie | BYE              | Sintès W 15-4    | Cassarà W 15-12  | Meinhardt W 15-13 | Massialas P 9-15 | Safin P 13-15    | 4.              | [ 176 ] |
| Richard Kruse Laurence Halsted James Davis Marcus Mepstead | floret drużynowo     | N/A              | N/A              | N/A              | Rosja · P 43-45   | Egipt · W 45-43  | Chiny · P 38-45  | 6.              | [ 179 ] |

### Taekwondo
| Zawodnik        | Konkurencja     | 1/8              | Ćwierćfinał      | Półfinał         | Repesaż          | Finał/3.miejsce  | Finał/3.miejsce | Źródło  |
| Zawodnik        | Konkurencja     | Przeciwnik Wynik | Przeciwnik Wynik | Przeciwnik Wynik | Przeciwnik Wynik | Przeciwnik Wynik | Pozycja         | Źródło  |
| --------------- | --------------- | ---------------- | ---------------- | ---------------- | ---------------- | ---------------- | --------------- | ------- |
| Lutalo Muhammad | −80 kg mężczyzn | Shkara W 14-0    | López W 9-2      | Bejgi W 12-7     | BYE              | Cissé P 6-8      | srebro          | [ 180 ] |
| Mahama Cho      | +80 kg mężczyzn | Obame W 12-6     | Mardani W 4-2    | Isajew P 1-4     | BYE              | Siqueira P 4-5   | 5.              | [ 181 ] |
| Jade Jones      | −57 kg kobiet   | Bakkal W 12-4    | Asemani W 7-2    | Glasnović W 9-4  | BYE              | Gómez W 16-7     | złoto           | [ 182 ] |
| Bianca Walkden  | + 67 kg kobiet  | Kassman W 14-1   | Mandić W 5-0     | Zheng P 1-4      | BYE              | Dislam W 7-1     | brąz            | [ 183 ] |

### Tenis stołowy
| Zawodnik                                 | Konkurencja           | Eliminacje       | Runda 1          | Runda 2          | Runda 3          | 1/8 finału       | Ćwierćfinały     | Półfinały        | Finał            | Finał   | Źródło  |
| Zawodnik                                 | Konkurencja           | Przeciwnik Wynik | Przeciwnik Wynik | Przeciwnik Wynik | Przeciwnik Wynik | Przeciwnik Wynik | Przeciwnik Wynik | Przeciwnik Wynik | Przeciwnik Wynik | Pozycja | Źródło  |
| ---------------------------------------- | --------------------- | ---------------- | ---------------- | ---------------- | ---------------- | ---------------- | ---------------- | ---------------- | ---------------- | ------- | ------- |
| Paul Drinkhall                           | gra pojedyncza (m)    | BYE              | BYE              | Gao W 4-3        | Gaćina W 4-3     | Samsonau P 2-4   | NQ               | NQ               | NQ               | 9.      | [ 184 ] |
| Liam Pitchford                           | gra pojedyncza (m)    | BYE              | BYE              | Kenjajew W 4-1   | Jung P 1-4       | NQ               | NQ               | NQ               | NQ               | 17.     | [ 184 ] |
| Sam Walker Paul Drinkhall Liam Pitchford | turniej drużynowy (m) | N/A              | N/A              | N/A              | N/A              | Francja · W 3-2  | Chiny · P 0-3    | NQ               | NQ               | 5.      | [ 184 ] |

### Tenis ziemny
| Zawodnik                     | Konkurencja | 1/32                       | 1/16                                   | 1/8                                    | Ćwierćfinały                   | Półfinały                  | Finał                                | Finał   | Źródło  |
| Zawodnik                     | Konkurencja | Przeciwnik Wynik           | Przeciwnik Wynik                       | Przeciwnik Wynik                       | Przeciwnik Wynik               | Przeciwnik Wynik           | Przeciwnik Wynik                     | Pozycja | Źródło  |
| ---------------------------- | ----------- | -------------------------- | -------------------------------------- | -------------------------------------- | ------------------------------ | -------------------------- | ------------------------------------ | ------- | ------- |
| Andy Murray                  | singel (m)  | Troicki W 2:0 (6:3, 6:2)   | Mónaco W 2:0 (6:3, 6:1)                | Fognini W 2:1 (6:1, 2:6, 6:3)          | Johnson W 2:1 (6:0, 4:6, 7:6)  | Nishikori W 2:0 (6:1, 6:4) | del Potro W 3:1 (7:6, 4:6, 6:2, 7:5) | złoto   | [ 185 ] |
| Kyle Edmund                  | singel (m)  | Thompson W 2:0 (6:4, 6:2)  | Taro P 0:2 (4:6, 5:7)                  | NQ                                     | NQ                             | NQ                         | NQ                                   | 17.     | [ 185 ] |
| Andy Murray Jamie Murray     | debel (m)   | N/A                        | Bellucci Sá P 0-2 (6:7, 6:7)           | NQ                                     | NQ                             | NQ                         | NQ                                   | 17.     | [ 186 ] |
| Colin Fleming Dominic Inglot | debel (m)   | N/A                        | González Reyes-Varela P 0-2 (3:6, 2:6) | NQ                                     | NQ                             | NQ                         | NQ                                   | 17.     | [ 186 ] |
| Johanna Konta                | singel (k)  | Vogt P 0:2 (4:6, 2:6)      | Garcia W 2:0 (6:2, 6:4)                | Kuzniecowa W 2:1 (3:6, 7:5, 7:5)       | Kerber P 0:2 (1:6, 2:6)        | NQ                         | NQ                                   | 5.      | [ 187 ] |
| Heather Watson               | singel (k)  | Peng W 2:1 (6:4, 6:7, 6:3) | Switolina P 1:2 (3:6, 6:1, 3:6)        | NQ                                     | NQ                             | NQ                         | NQ                                   | 17.     | [ 187 ] |
| Johanna Konta Heather Watson | debel       | N/A                        | Janković Krunić W 2-0 (6:2, 6:1)       | Chan P 1-2 (6:3, 0:6, 4:6)             | NQ                             | NQ                         | NQ                                   | 9.      | [ 188 ] |
| Heather Watson Andy Murray   | mikst       | N/A                        | N/A                                    | Suárez Navarro Ferrer W 2-0 (6:3, 6:3) | Mirza Bopanna P 0-2 (4:6, 4:6) | NQ                         | NQ                                   | 5.      | [ 189 ] |
| Johanna Konta Jamie Murray   | mikst       | N/A                        | N/A                                    | Mattek-Sands Sock P 0-2 (4:6, 3:6)     | NQ                             | NQ                         | NQ                                   | 5.      | [ 189 ] |

### Triathlon
| Zawodnik          | Konkurencja | Pływanie (1,5 km) | Zmiana 1 | Jazda na rowerze (40 km) | Zmiana 2 | Bieg (10 km) | Czas    | Pozycja | Źródło  |
| ----------------- | ----------- | ----------------- | -------- | ------------------------ | -------- | ------------ | ------- | ------- | ------- |
| Vicky Holland     | kobiety     | 19:09             | 0:54     | 1:01:26                  | 0:38     | 34:54        | 1:57:01 | brąz    | [ 190 ] |
| Helen Jenkins     | kobiety     | 19:11             | 0:56     | 1:04:37                  | 0:38     | 35:45        | 2:01:07 | 19.     | [ 190 ] |
| Non Stanford      | kobiety     | 19:10             | 0:53     | 1:01:25                  | 0:41     | 34:55        | 1:57:04 | 4.      | [ 190 ] |
| Alistair Brownlee | mężczyźni   | 17:24             | 0:50     | 55:04                    | 0:34     | 31:09        | 1:45:01 | złoto   | [ 191 ] |
| Jonathan Brownlee | mężczyźni   | 17:24             | 0:50     | 55:04                    | 0:38     | 31:16        | 1:45,07 | srebro  | [ 191 ] |
| Gordon Benson     | mężczyźni   | 18:09             | 0:53     | DNF                      | DNF      | DNF          | DNF     | DNF     | [ 191 ] |

### Wioślarstwo
| Zawodnik | Konkurencja | Eliminacje | Eliminacje | Repesaż | Repesaż | Ćwierćfinały | Ćwierćfinały | Półfinały            | Półfinały       | Finał            | Finał      | Miejsce | Źródło                          |
| Zawodnik | Konkurencja | Czas       | M.         | Czas    | M.      | Czas         | M.           | Czas                 | M.              | Czas             | M.         | Miejsce | Źródło                          |
| --- | ----------- | ---------- | ---------- | ------- | ------- | ------------ | ------------ | -------------------- | --------------- | ---------------- | ---------- | ------- | ------------------------------- |
| Alan Campbell | M1x         | 7:08,31    | 1.         | N/A     | N/A     | 6:49,41      | 2.           | 7:09,54 Półfinał A/B | 4.              | DNS              | DNS        | 12.     | [ 192 ] [ 193 ] [ 194 ] [ 195 ] |
| Jonathan Walton John Collins | M2x         | 6:43,93    | 4.         | 6:19,60 | 1.      | N/A          | N/A          | 6:13,83              | 3.              | 7:01,25. Finał A | 6.         | 5.      | [ 196 ] [ 197 ] [ 198 ]         |
| William Fletcher Richard Chambers | LM2x        | 6:25,62    | 2.         | N/A     | N/A     | N/A          | N/A          | 6:38,76              | 4. Półfinał A/B | 6:28,81          | 1. Finał B | 7.      | [ 199 ] [ 200 ] [ 201 ]         |
| Alan Sinclair Stewart Innes | M2-         | 6:50,77    | 2.         | N/A     | N/A     | N/A          | N/A          | 6:26,37              | 2.              | 7:07,99 Finał A  | 4.         | 4.      | [ 202 ] [ 203 ] [ 204 ]         |
| Jack Beaumont Sam Townsend Angus Groom Peter Lambert                                                                                       | M4x         | 5:52,77    | 4.         | 5:53,10 | 2.      | N/A          | N/A          | N/A                  | N/A             | 6:13,08          | 5. Finał A | 5.      | [ 205 ] [ 206 ] [ 207 ]         |
| Alex Gregory Mohamed Sbihi Constantine Louloudis George Nash                                                                               | M4-         | 5:55,59    | 1.         | N/A     | N/A     | N/A          | N/A          | 6:17,13              | 1.              | 5:58,61          | 1. Finał A | złoto   | [ 205 ] [ 206 ] [ 207 ]         |
| Chris Bartley Mark Aldred Jono Clegg Peter Chambers                                                                                        | LM4-        | 6:01,27    | 2.         | N/A     | N/A     | N/A          | N/A          | 6:10,46              | 4.              | 6:31,54 Finał B  | 1.         | 7.      | [ 208 ] [ 209 ] [ 210 ]         |
| Matthew Langridge Phelan Hill Andrew Triggs Hodge Peter Reed William Satch Tom Ransley Matt Gotrel Scott Durant Paul Bennett               | M8+         | 5:34,23    | 1.         | BYE     | BYE     | N/A          | N/A          | N/A                  | N/A             | 5:29,63          | 1.         | złoto   | [ 211 ] [ 212 ] [ 213 ]         |
| Katherine Grainger Victoria Thornley | W2x         | 7:05,32    | 2.         | BYE     | BYE     | N/A          | N/A          | 6:52,47              | 2.              | 7:41,05          | 2. Finał B | srebro  | [ 214 ] [ 215 ] [ 216 ]         |
| Charlotte Booth Katherine Copeland | LW2x        | 7:10,25    | 5.         | 8:05,70 | 3.      | N/A          | N/A          | 7:59,11              | 1. Półfinał C/D | 7:37,89          | 2. Finał C | 14.     | [ 217 ] [ 218 ] [ 219 ] [ 220 ] |
| Helen Glover Heather Stanning | W2-         | 7:05,05    | 1.         | BYE     | BYE     | N/A          | N/A          | 7:18,69              | 1.              | 7:18,29          | 1. Finał A | złoto   | [ 221 ] [ 222 ] [ 223 ]         |
| Zoe De Toledo Frances Houghton Polly Swann Zoe Lee Jessica Eddie Katie Solesbury Greves Melanie Wilson Karen Bennett Olivia Carnegie-Brown | W8x         | 6:09,52    | 1.         | BYE     | BYE     | N/A          | N/A          | N/A                  | N/A             | 6:03,98          | 2. Finał A | srebro  | [ 224 ] [ 225 ] [ 226 ]         |

### Żeglarstwo
Mężczyźni
| Zawodnik                  | Konkurencja | Wyścig | Wyścig | Wyścig | Wyścig | Wyścig | Wyścig | Wyścig | Wyścig | Wyścig | Wyścig | Wyścig | Wyścig | Wyścig | Punkty | Finałowa pozycja | Źródło  |
| Zawodnik                  | Konkurencja | 1      | 2      | 3      | 4      | 5      | 6      | 7      | 8      | 9      | 10     | 11     | 12     | M*     | Punkty | Finałowa pozycja | Źródło  |
| ------------------------- | ----------- | ------ | ------ | ------ | ------ | ------ | ------ | ------ | ------ | ------ | ------ | ------ | ------ | ------ | ------ | ---------------- | ------- |
| Nick Dempsey              | RS:X        | 1      | 1      | 2      | 1      | 4      | 8      | 2      | 5      | 8      | 5      | 7      | 8      | 8      | 52     | srebro           | [ 227 ] |
| Nick Thompson             | Laser       | 8      | 17     | 9      | 15     | 2      | 1      | 24     | 7      | 6      | 22     | N/A    | N/A    | 16     | 103    | 6.               | [ 228 ] |
| Giles Scott               | Finn        | 17     | 3      | 2      | 1      | 11     | 1      | 1      | 3      | 8      | 2      | N/A    | N/A    | 4      | 36     | złoto            | [ 229 ] |
| Luke Patience Chris Grube | 470         | 21     | 5      | 5      | 6      | 1      | 27     | 20     | 4      | 3      | 4      | N/A    | N/A    | 6      | 75     | 5.               | [ 230 ] |
| Dylan Fletcher Alain Sign | 49er        | 15     | 10     | 7      | 20     | 14     | 4      | 5      | 6      | 9      | 1      | 6      | 3      | 20     | 100    | 6.               | [ 231 ] |

Kobiety
| Zawodnik                          | Konkurencja  | Wyścig | Wyścig | Wyścig | Wyścig | Wyścig | Wyścig | Wyścig | Wyścig | Wyścig | Wyścig | Wyścig | Wyścig | Wyścig | Punkty | Finałowa pozycja | Źródło  |
| Zawodnik                          | Konkurencja  | 1      | 2      | 3      | 4      | 5      | 6      | 7      | 8      | 9      | 10     | 11     | 12     | M*     | Punkty | Finałowa pozycja | Źródło  |
| --------------------------------- | ------------ | ------ | ------ | ------ | ------ | ------ | ------ | ------ | ------ | ------ | ------ | ------ | ------ | ------ | ------ | ---------------- | ------- |
| Hannah Mills Saskia Clark         | 470          | 4      | 7      | 1      | 6      | 1      | 8      | 1      | 3      | 2      | 3      | N/A    | N/A    | 16     | 44     | złoto            | [ 232 ] |
| Alison Young                      | Laser Radial | 13     | 17     | 12     | 26     | 6      | 9      | 7      | 10     | 16     | 2      | N/A    | N/A    | 2      | 2      | 8.               | [ 233 ] |
| Charlotte Dobson Sophie Ainsworth | 49erFX       | 2      | 11     | 5      | 8      | 7      | 10     | 2      | 5      | 9      | 15     | 14     | 8      | 20     | 101    | 8.               | [ 234 ] |
| Bryony Shaw                       | RS:X         | 7      | 20     | 9      | 7      | 14     | 12     | 3      | 5      | 2      | 4      | 4      | 4      | 12     | 83     | 9.               | [ 235 ] |

Open
| Zawodnik                 | Konkurencja | Wyścig | Wyścig | Wyścig | Wyścig | Wyścig | Wyścig | Wyścig | Wyścig | Wyścig | Wyścig | Wyścig | Wyścig | Wyścig | Punkty | Finałowa pozycja | Źródło  |
| Zawodnik                 | Konkurencja | 1      | 2      | 3      | 4      | 5      | 6      | 7      | 8      | 9      | 10     | 11     | 12     | M*     | Punkty | Finałowa pozycja | Źródło  |
| ------------------------ | ----------- | ------ | ------ | ------ | ------ | ------ | ------ | ------ | ------ | ------ | ------ | ------ | ------ | ------ | ------ | ---------------- | ------- |
| Ben Saxton Nicola Groves | Nacra 17    | 3      | 4      | 2      | 7      | 5      | 3      | 13     | 12     | 16     | 15     | 15     | 12     | 18     | 109    | 9.               | [ 236 ] |

M = Wyścig medalowy